# Merkawa
Merkawaⓘ (hebr. מרכבה, pol. rydwan) – izraelski czołg podstawowy, który został zaprojektowany przez zespół pod kierunkiem gen. mjr. Jisra’ela Tala. Pierwszy czołg izraelskiego projektu, produkowany seryjnie od 1979 roku. Od tego czasu zaprojektowano i produkowano cztery główne typy czołgu Merkawa Mk 1 (1979–1984), Mk 2 (1983–1990), Mk 3 (1987–2002) i Mk 4 (od 2002) w różnych wersjach. Za projekt, rozwój, produkcję i nadzór odpowiada Mantak z Ministerstwa Obrony oraz Korpus Technologii i Utrzymania.
Czołg jest używany jest w różnych wersjach przez Siły Obronne Izraela i brał udział we wszystkich konfliktach zbrojnych i operacjach wojskowych, z udziałem Państwa Izrael, które miały miejsce po wojnie Jom Kipur. Obecnie, w użyciu znajdują się Merkawy Mk 3 i Mk 4, jednak jeszcze do 2020 roku przeprowadzano szkolenia na Merkawach Mk 2. 
Od 2022 roku Filipiny użytkują mosty czołgowe AVLB na podwoziu Merkawy Mk 4.
Podwozie czołgu Merkawa posłużyło jako punkt wyjścia dla innych projektów i konstrukcji pojazdów w armii izraelskiej jak Szolef, Ofek czy Namer.

## Historia konstrukcji

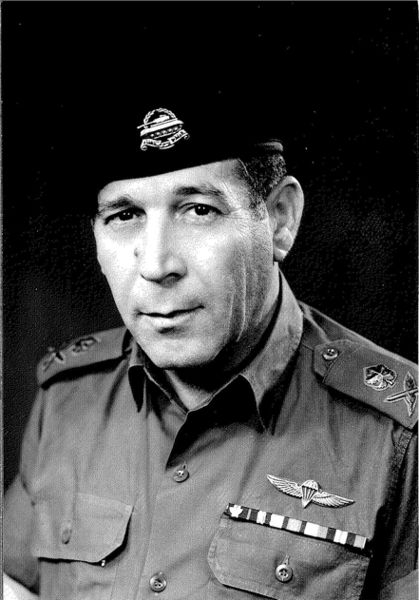
Jisra’el Tal

Doświadczenia wyniesione z operacji „Kadesz” sprawiły, że izraelskie dowództwo uznało, iż czołg będzie wciąż istotnym elementem pola walki na Bliskim Wschodzie. Uznano, że kolejne konflikty izraelsko-arabskie będą opierać się w dużej mierze na wojskach pancernych i zmechanizowanych. Dowództwo postanowiło przystąpić do opracowania nowego czołgu, krajowej produkcji, który miałby zastąpić używane przez armię czołgi produkcji amerykańskiej (M48 i M60), francuskiej (AMX-13) i brytyjskiej (Centurion). Bodźcem mającym wpływ na podjęcie prac badawczo-rozwojowych nad rodzimym projektem czołgu był także rosnący opór ze strony Francji i Wielkiej Brytanii w kwestii sprzedaży Izraelowi sprzętu wojskowego. Nasilił się on po wojnie sześciodniowej, kiedy Izrael zajął Strefę Gazy, Synaj, Zachodni Brzeg i Wzgórza Golan. Państwa arabskie zaczęły wywierać naciski na rządy Francji i Wielkiej Brytanii, aby te nie wspierały Izraela poprzez sprzedaż broni.
W 1970 roku odbyła się w rządzie izraelskim debata na temat własnego programu rozwojowego czołgu podstawowego. W tym czasie Korpus Pancerny miał kilka opcji w kwestii modernizacji, produkcji lub nabycia czołgów. Pierwszą było pozyskanie większej liczby czołgów M48, a następnie zmodernizowanie ich jednostek napędowych oraz zwiększenie siły ognia przy koszcie 724 000 funtów izraelskich za czołg. Drugą opcją była modernizacja posiadanych już czołgów M60. Trzecią opcją było nabycie kolejnych M60 przy cenie 822 000 funtów izraelskich za sztukę. Uznano, że można również zwrócić się do Brytyjczyków o zakup czołgów Chieftain za cenę 1 188 000 funtów izraelskich za sztukę. Ostatnią opcją był własny projekt, testy i produkcja nowego, krajowego czołgu. W tym przypadku koszt wyniósłby 906 000 funtów izraelskich za sztukę. Rozwój krajowej konstrukcji powierzono gen. mjr. Jisra’elowi Talowi. W 1971 roku Tal rozpoczął prace nad projektem i prototypem czołgu, który postanowiono nazwać Merkawa. Nazwa miała odwoływać się do biblijnych rydwanów używanych przez ówczesne wojska. Prace nad prototypem zostały dofinansowane przez Stany Zjednoczone, a budżet na prace wyniósł 100 mln dolarów amerykańskich. Projekt Tala miał spełnić trzy wymagania. Po pierwsze, dostarczyć armii pierwszy w historii izraelski czołg. Po drugie, żadne ewentualne embargo na Izrael nie mogło zakłócić produkcji czołgu. Ostatnia wytyczna dotyczyła dostosowania konstrukcji do wymagań izraelskiej armii oraz bliskowschodnich warunków terenowych.   

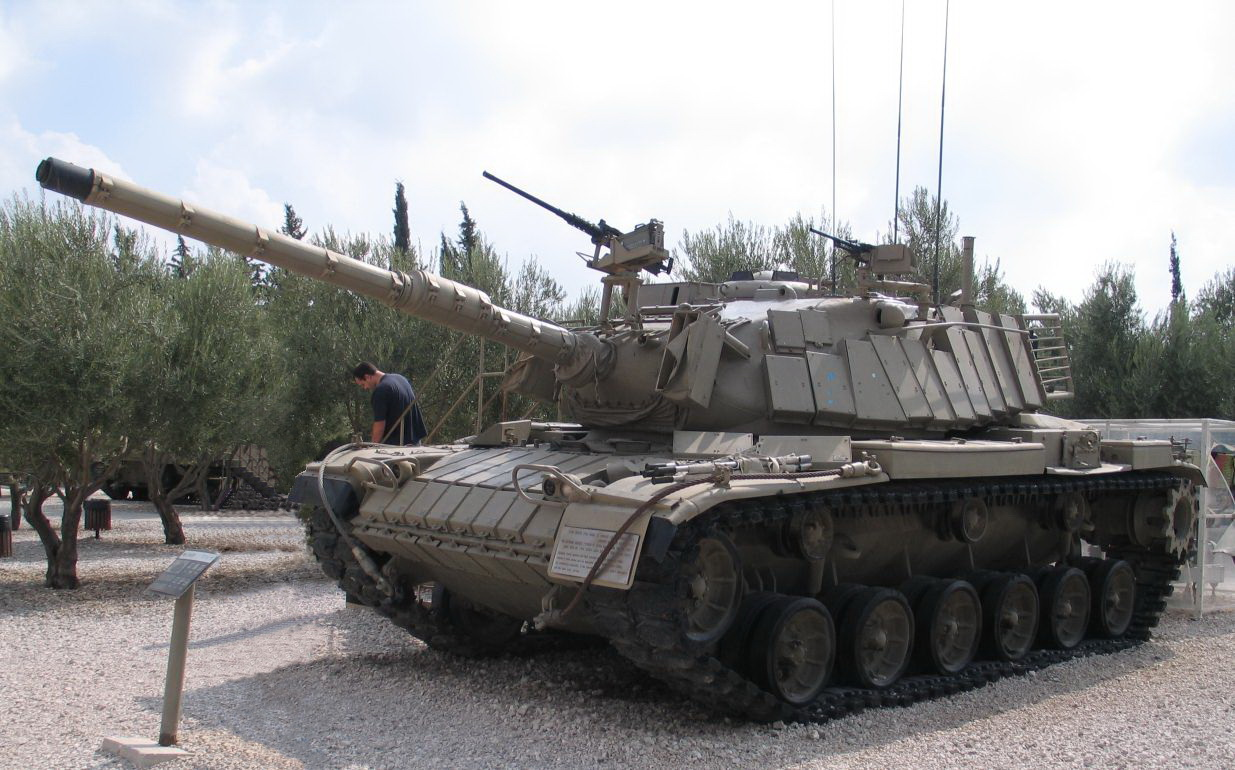
Magach 6 z pancerzem Blazer

Wraz z rozwojem projektu okazało się, że był on na ówczesne lata zbyt drogi. Dowództwo wolało modernizować będące w służbie pojazdy amerykańskie i brytyjskie. Wojna Jom Kipur z 1973 roku pokazała, że Szoty i Magachy są w stanie skutecznie stawić czoła będącym w posiadaniu państwa arabskich konstrukcjom radzieckim. Jednak większość z 2500 zabitych Izraelczyków była czołgistami (ok. 1500). Armia uznała, że państwa nie stać na tak znaczne straty przy świadomości tego, że może wybuchnąć kolejny konflikt z udziałem Izraela. 16 kwietnia 1974 roku dowódcą Korpusu Pancernego został gen. mjr Mosze Peled. Postawiono przed nim zadanie odbudowy izraelskich sił pancernych. Uznał on, że armia potrzebuje pojazdów zdolnych wytrzymać ostrzał nowej amunicji ppanc. Używany dotychczas na Szotach i Magachach pancerz reaktywny Blazer okazał się zbyt przestarzały. Uznano zatem, że projekt Tala ma stać się priorytetem.  

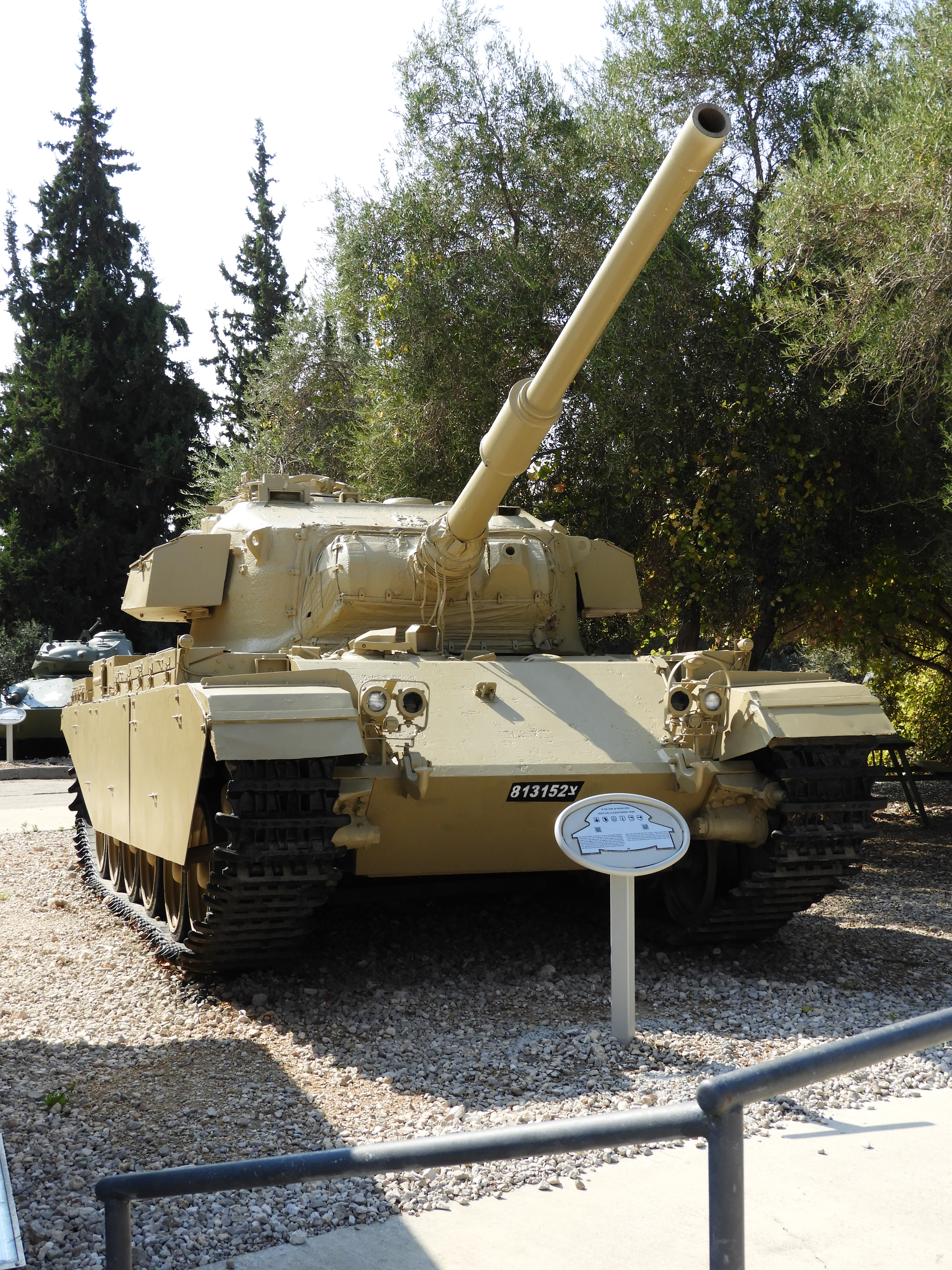
Szot Kal Alef

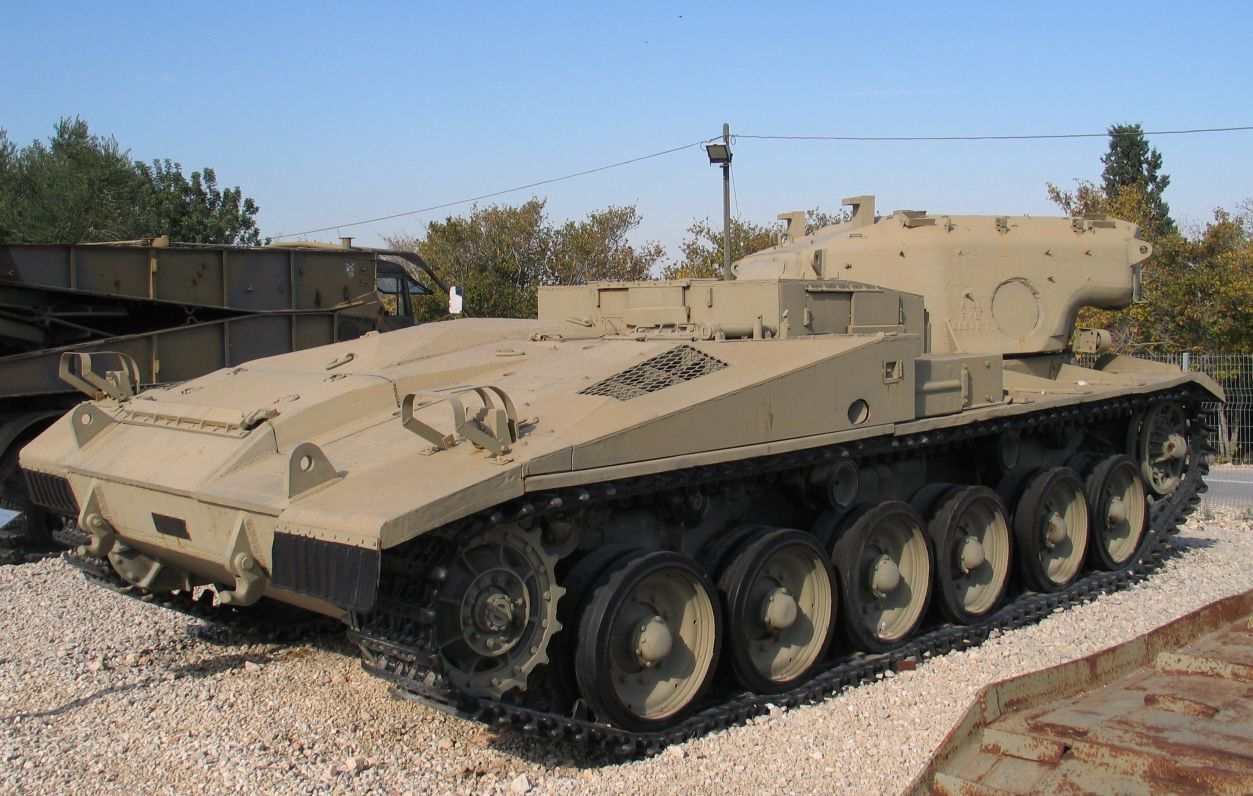
Prototyp Merkawy na podwoziu Centuriona

Tal analizował konstrukcje czołgów państw NATO oraz Układu Warszawskiego. Wszystkie one dopasowane były do europejskiego teatru działań wojennych. Armia izraelska potrzebowała stabilnej konstrukcji, która zapewni maksymalną ochronę załodze tak samo w terenie górskim jak i pustynnym. W ten sposób zaprojektowano czołg o unikalnych rozwiązaniach. Wieża oraz przedział bojowy usytuowane były z tyłu czołgu. Z przodu konstrukcji znalazł się silnik, co miało chronić załogę przed frontalnym ostrzałem. Dawało to jednocześnie łatwy dostęp do silnika, który w łatwy sposób można by wymienić i skierować czołg na pole bitwy. W Merkawie zastosowano wieżę w kształcie klina oraz kadłub o niskim profilu, aby ułatwić rykoszetowanie pocisków. Siłę ognia miała zapewnić zmodyfikowana armata czołgowa M68 o kalibrze 105 mm, która sprawdziła się dotychczas w walce z przeciwnikiem. Czołg pozwalał również na transport drużyny desantu przy odpowiednio opróżnionym przedziale amunicyjnym. Kwestie projektu, jego rozwoju i ulepszania, produkcję oraz wprowadzenie do służby powierzono specjalnej strukturze w Ministerstwie Obrony o nazwie Mantak (hebr. מנת"ק - czyli akronim od: מנהלת תוכנית המרכבה והרק"ם, dosł. Dyrekcja Programu Merkawy i Wozów Bojowych), a także Służba Rozwoju Czołgów z Korpusu Uzbrojenia Sił Obronnych Izraela.
W 1979 roku do służby w izraelskiej armii weszły pierwsze egzemplarze czołgu Merkawa Mk 1. 7 Brygada Pancerna otrzymała je jako pierwsza.
Po doświadczeniach wyniesionych z walk w Libanie w 1982 roku, gdzie w pełni sprawdziła się koncepcja czołgu, zwłaszcza umieszczenia silnika z przodu kadłuba i drzwi pancernych z tyłu, zbudowano nową wersję czołgu oznaczoną jako Merkawa Mk 2, która różniła się od poprzedniej wersji wzmocnieniem elementów pancerza wieży i kadłuba oraz ulepszonym systemem kierowania ogniem. Tył wieży został zabezpieczony konstrukcją składającą się z kul wiszących na łańcuchach. Miało to zabezpieczyć załogę przed ostrzałem pocisków 9M14 Malutka czy granatników RPG-7. Po bokach czołgu zamontowano dodatkowe płyty ekranów przeciwkumulacyjnych zwane bazuka. Konstrukcja Merkawy Mk 2 umożliwiała ponadto zamontowanie specjalnych trałów przeciwminowych. Produkcję Merkawy Mk 2 rozpoczęto w 1983 roku. W tym samym czasie zakończono produkcję Merkaw Mk 1. Podobnie jak w przypadku Merkawy Mk 1, nowy typ czołgu wprowadzono na początku w 7 Brygadzie Pancernej, w 82 Batalionie. W 1997 roku, po incydentach podczas manewrów w Libanie, postanowiono zwiększyć opancerzenie wież czołgu tworząc wersję Batasz.
W 1987 roku, na podstawie doświadczeń z walk w południowym Libanie, opracowano kolejną wersję czołgu oznaczoną jako Merkawa Mk 3. Najistotniejszą zmianą było zastosowanie nowej, izraelskiej armaty gładkolufowej IMI kal. 120 mm. Na decyzję o poprawie siły ognia czołgu wpłynęło zakupienie przez Syrię, Iran i Irak czołgów T-72. Z kolei Arabia Saudyjska nabyła francuskie AMX-30, a Zjednoczone Emiraty Arabskie włoskie OF-40. Zastosowano także nowy system kierowania ogniem. Wzmocniono pancerz i zmieniono nieco jego kształt. Mniejsza liczba pocisków kalibru 120 mm pozwoliła na umieszczenie ich w specjalnych pojemnikach chroniących je przed zapłonem. Aż 21 firm z przemysłu zbrojeniowego zaangażowanych było w dostarczenie do Merkawy Mk 3 nowych systemów, opancerzenia, elektroniki. Czołg ten stał się od 1990 roku podstawowym czołgiem armii izraelskiej. Pierwsze egzemplarze Merkawy Mk 3 wprowadzono w 188 Brygadzie Pancernej Barak. W 1995 roku do służby weszła Merkawa Mk 3 Baz (hebr. ב''ז, baz czyli akronim od barak zoher, ברק זוהר, pol. błysk pioruna. Hebrajskie słowo baz, hebr. בז, oznacza sokoła). Wyróżniały ją zmodyfikowany system kierowania ogniem (strzelanie do celów ruchomych i statycznych w nocy i w dzień), system śledzenia ruchomych celów (w tym śmigłowców) oraz lepsza ochrona balistyczna. Czołg ma możliwość prowadzenia ognia naprowadzanymi pociskami przeciwpancernymi Lahat. Produkcja trwała do 2002 roku.
W 2002 roku zakończono projektowanie i rozpoczęto produkcję Merkawy Mk 4. W porównaniu z poprzednimi Merkawami ta ma lepszą ochronę balistyczną, z modułowym pancerzem oraz ochroną od góry. Czołg posiada dwa systemy celowania, dla strzelca i dowódcy, a także został dostosowany do walki przeciwpartyzanckiej w terenie zurbanizowanym. Merkawa Mk 4 weszła do służby w 2003 roku w 401 Brygadzie Pancernej. W 2009 roku rozpoczęto produkcję Merkawy Mk IV Me’il Ru’ach. Wyposażona jest ona w system Trophy, który ostrzega i zapewnia ochronę przed przeciwpancernymi pociskami kierowanymi. Jego działanie polega na wykryciu kierunku, z którego nadlatuje pocisk i jego zniszczenie przed uderzeniem w czołg. Podobnie jak Merkawa Mk 3 pojazd może strzelać naprowadzanymi pociskami przeciwpancernymi Lahat.

## Merkawa Mk 1
Merkawa Mk 1 posiada odlewany i spawany kadłub, którego płyta podłogowa unosi się ku prawej stronie. Pancerz kadłuba i wieży posiada wiele załamań, aby zwiększyć prawdopodobieństwo rykoszetowania pocisków. Ponadto, konstrukcja pancerza składa się z dwóch jego warstw, między którymi jest przestrzeń wypełniona olejem napędowym. Rozwiązanie to miało zwiększyć dodatkowo odporność czołgu na ostrzał amunicją ppanc. Projektując czołg Tal zastosował unikalną, jak na tamte czasy konstrukcję. Na przedzie kadłuba znajduje się przedział silnikowy, dopiero za nim umiejscowiono załogę. Wieża czołgu zamontowana jest również z tyłu pojazdu. Po lewej stronie czołgu swoje miejsce ma kierowca z trzema wizjerami do obserwacji podczas jazdy. Środkowy wizjer można wymienić na taki do jazdy nocnej. Miejsce dowódcy zlokalizowano w prawej stronie wieży w kształcie klina. Można do niego dostać się z kabiny załogi lub z zewnątrz poprzez właz. Miejsce strzelca jest naprzeciwko miejsca dowódcy. Z tyłu, pod wieżą znajdują się luki amunicyjny i ewakuacyjny, który może służyć również jako miejsce transportu dla 10 żołnierzy desantu lub dla noszy z rannym. Tył wieży jest dodatkowo zabezpieczony łańcuchami z kulami, które mają powstrzymywać granaty ppanc. i wywoływać eksplozje pocisków ppanc., zanim te uderzą w spód wieży.
Na główne uzbrojenie czołgu wybrano sprawdzoną przez Izraelczyków armatę M68 kalibru 105 mm z rękawem termicznym konstrukcji izraelskiej. Armata jest ładowana ręcznie. Merkawa Mk 1 może pomieścić 62 sztuki pocisków, z czego 44 z nich w specjalnie chronionych pojemnikach, po cztery sztuki pocisków w każdym. Przyrządy celownicze strzelca umożliwiają ośmiokrotne przybliżenie, posiadają laserowy dalmierz i komputerowy system kierowania ogniem. Strzelec ma możliwość wprowadzania do systemu niezbędnych danych do obliczeń oraz rodzajów amunicji. Czujniki zamontowane w czołgu pozwalają na korektę danych poprzez wykrycie kierunku i prędkości wiatru, temperatury powietrza, kąta przechyłu pojazdu. Armata może strzelać następującymi rodzajami pocisków: HEAT, HE-FRAG, APFSDS, APFSDS-T, HESH i dymnymi.
Dodatkowe uzbrojenie czołgu stanowią trzy karabiny maszynowe FN MAG kalibru 7,62 mm oraz dodatkowo montowany moździerz kalibru 60 mm, który może używać amunicji dymnej, świetlnej i przeciwpiechotnej.
Główną jednostką napędową Merkawy Mk 1 jest silnik Diesla AVDS-1790-6A V-12 o mocy 908 KM ze skrzynią biegów General Motors CD-850-6BX. Zastosowana konstrukcja komory silnika umożliwia wymianę silnika w ok. 60 minut. Wylot spalin znajduje się po prawej stronie czołgu nad gąsienicami. Wlot filtra powietrza znajduje się przed stanowiskiem kierowcy.
Masa Merkawy Mk 1 to 62 tony. Użyty silnik pozwala osiągnąć prędkość 46 km/h. Czołg może pokonać przeszkody pionowe o wysokości 1 m, brody o głębokości 1,4 m oraz rowy o szerokości 3 m. Długość czołgu z działem to 8,63 m, szerokość 3,7 m i wysokość 2,75 m.

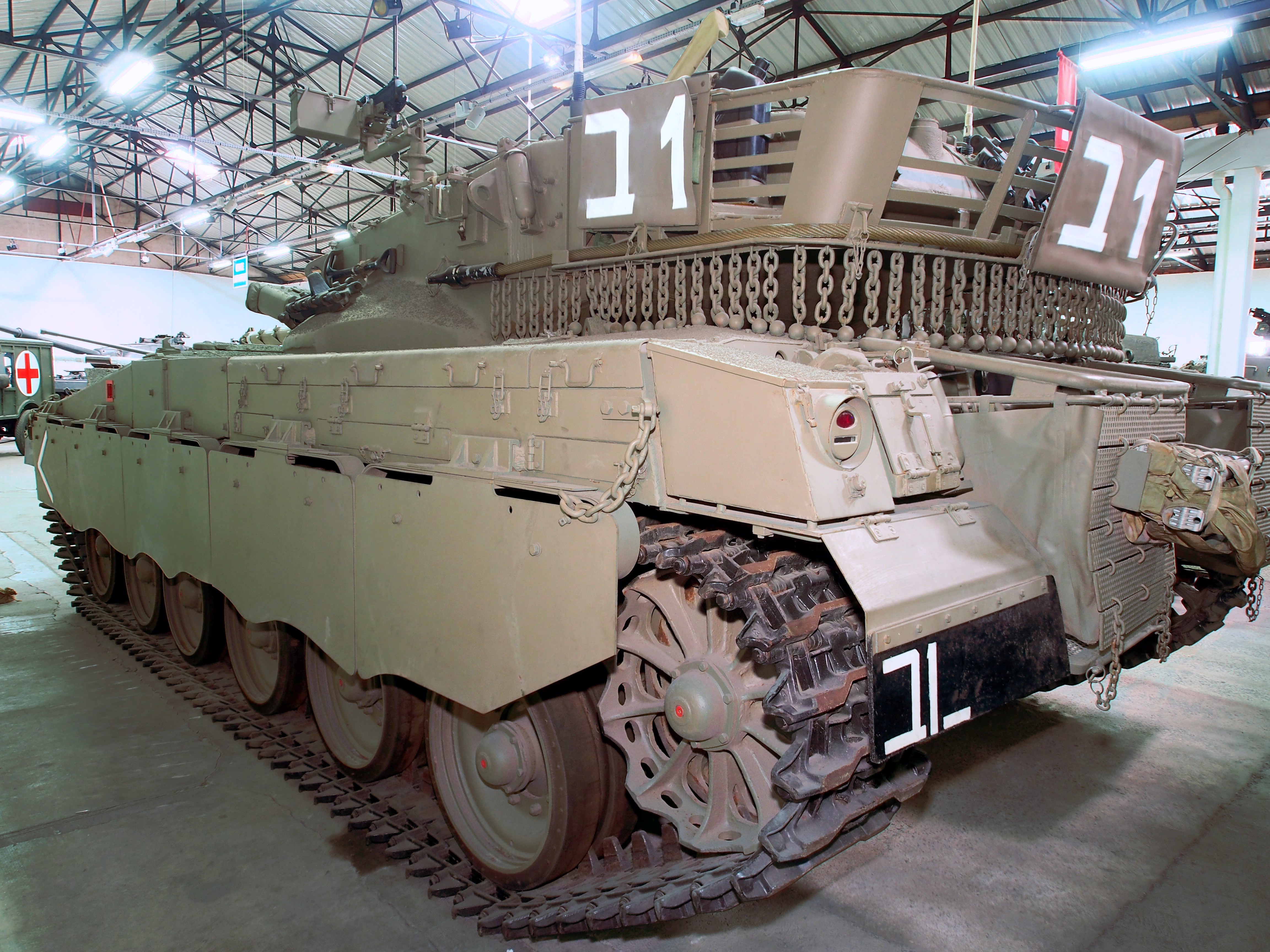
Merkawa Mk 1 z widoczną osłoną tyłu wieży z kulami i łańcuchami. Widoczne również kurtyny przeciwkumulacyjne ochraniające gąsienice.
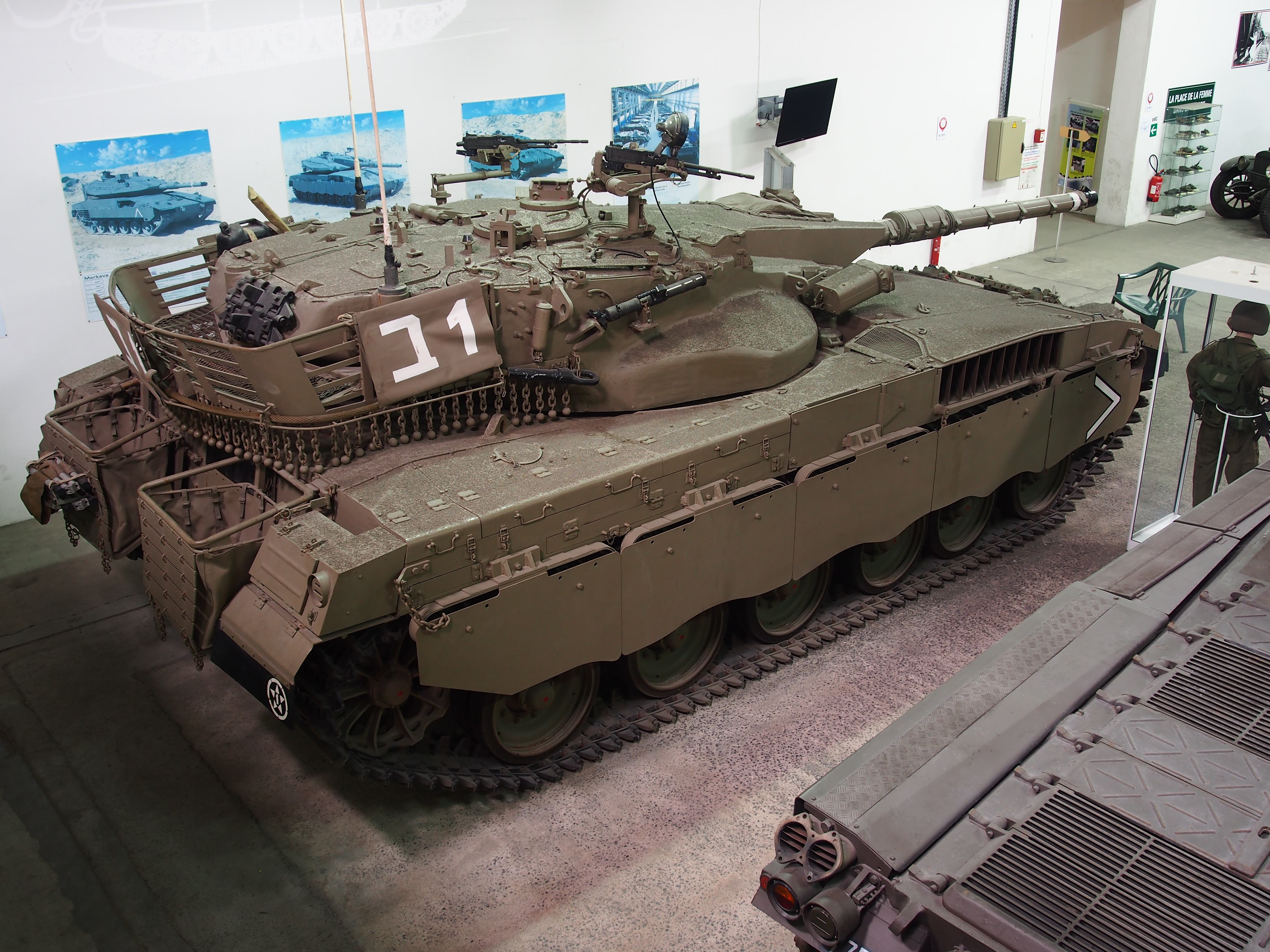
Widok na wieżę i prawy bok czołgu
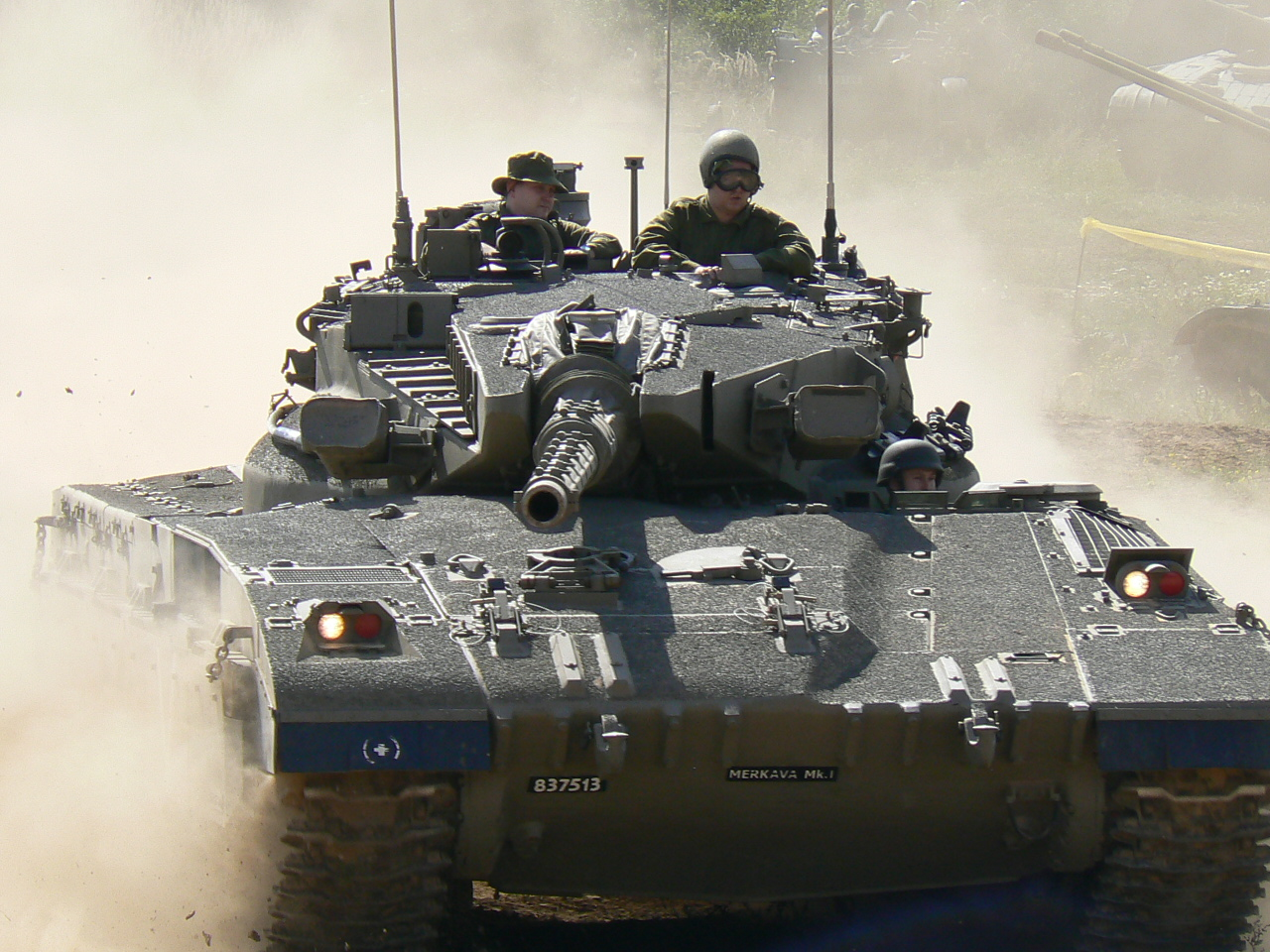
Niskoprofilowana wieża w kształcie klina
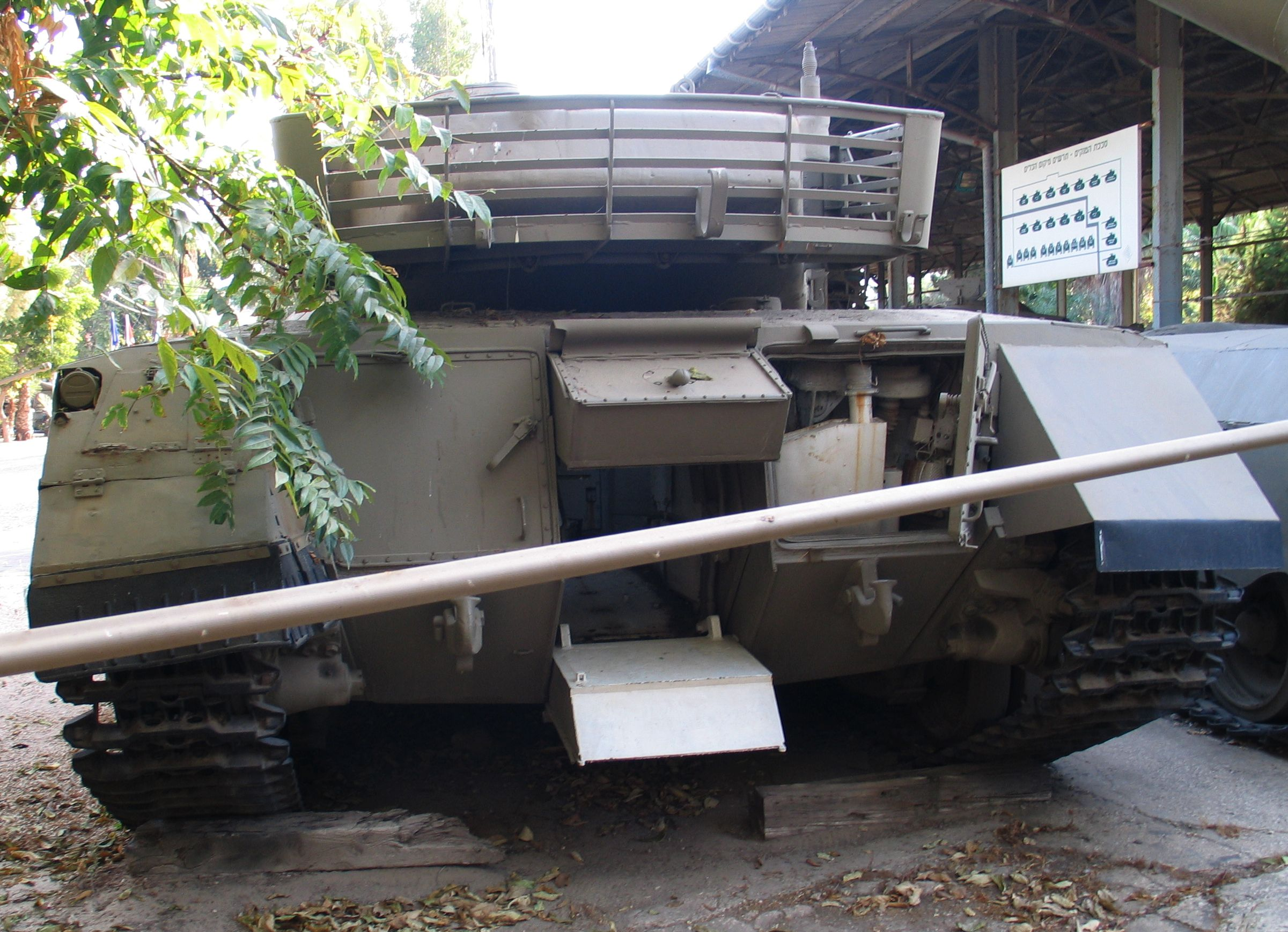
Otwarty właz dla desantu z tyłu czołgu

### Wersje i modyfikacje

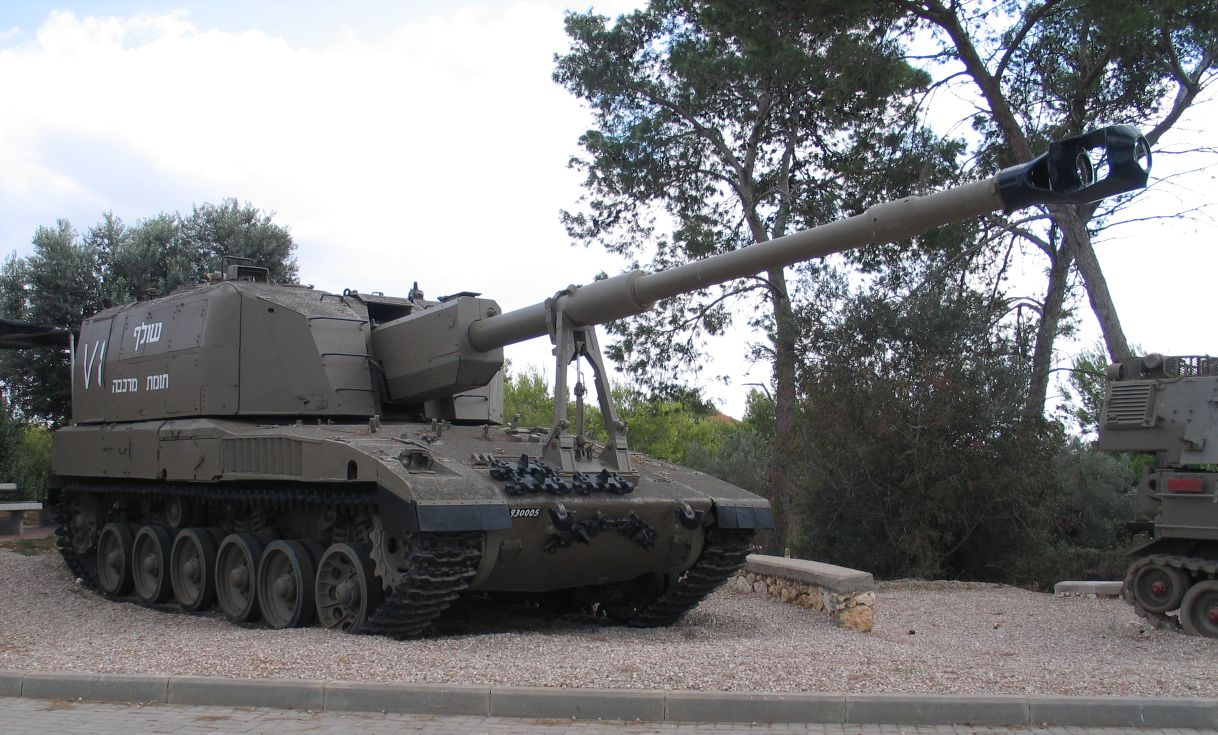
Haubica samobieżna Szolef

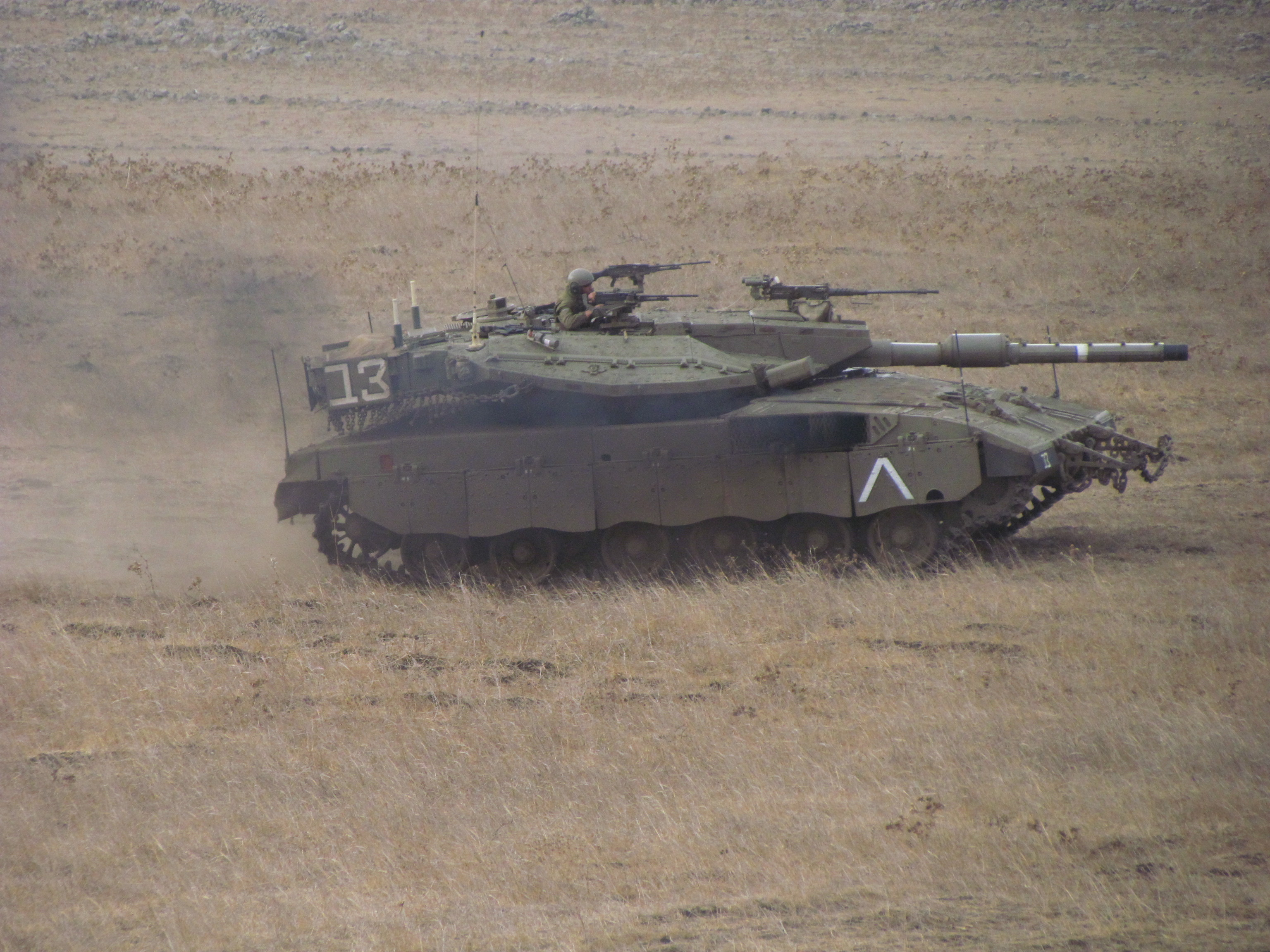
Merkawa Mk 3 Baz

#### Haubica samobieżna Szolef
Podwozie Merkawy Mk 1 posłużyło jako podstawa do zbudowania prototypu haubicy samobieżnej kalibru 155 mm o nazwie Szolef. Miała być to odpowiedź krajowego przemysłu zbrojeniowego na zapotrzebowanie armii na haubicę samobieżną. Zbudowano dwa prototypy, jednak Siły Obronne Izraela zdecydowały o dalszym użytkowaniu amerykańskiej konstrukcji M109, tylko w zmodernizowanej wersji.

#### Namera
Do 2005 roku, na podstawie przestarzałego już wówczas podwozia Merkawy Mk 1, opracowywano prototyp ciężkiego opancerzonego transportera piechoty o nazwie Namera (hebr. נמרה, pol. lamparcica). Pomysł porzucono jednak na rzecz nowszej konstrukcji o nazwie Namer (hebr. נמר, pol. lampart). Konstrukcja Namery opierała się na podwoziu pozbawionym wieży, a w zamian za to zamontowano dodatkowe opancerzenie przodu i góry transportera. Planowano zintegrować transporter z systemem Trophy. Namera miała transportować ośmiu żołnierzy desantu, którzy opuszczaliby pojazd dzięki istniejącemu z tył włazowi.  

## Merkawa Mk 2
Merkawa Mk 2 powstała w oparciu o doświadczenia zebrane przez izraelskie załogi czołgów z wojny Jom Kipur oraz wojny w Libanie. Zespół modernizacyjno-konstrukcyjny położył nacisk na zwiększenie odporności czołgu na granaty i pocisków ppanc. Uznano, że szczególnie narażony na ataki był tył czołgu, a zwłaszcza tył wieży czołgu. W celu zabezpieczenia tej części pojazdu zastosowano konstrukcję składającą się z wiszących łańcuchów, na których końcach zamocowano kule. Początkowo pomysł ten wzbudził kontrowersje i stwarzał wrażenie niskobudżetowego rozwiązania. Testy poligonowe wykazały skuteczność nowej konstrukcji. Ponadto wieża i kadłub zostały wzmocnione dodatkową warstwą płyt pancerza. Wieża została wyposażona dodatkowo w laserowy dalmierz i nowy komputer pokładowy. Zmodernizowano także system kontroli ognia.
Załogi czołgów walczących w Libanie wskazywały na potrzebę uniezależnienia operujących na polu walki czołgów od pojazdów inżynieryjnych. Wielokrotnie Merkawy Mk 1 dostawały się w zasadzki na drogach lub miastach, a podczas oczekiwania na pomoc stawały się celami dla Syryjczyków lub Palestyńczyków. Uznano, że nowy typ Merkawy powinien zostać wyposażony w specjalne mocowania pozwalające na zamontowanie w czołgu różnych trałów przeciwminowych lub lemieszy spychających.
Głównym uzbrojeniem czołgu pozostała armata kalibru 105 mm, która mogła wystrzeliwać pociski APFSDS, HEAT, HE-FRAG. W czołgu można było zmagazynować łącznie 62 pociski w specjalnych pojemnikach po cztery sztuki w każdym.
W celu zwiększenia siły rażenia czołgu przeciw piechocie i śmigłowcom, pojazd wyposażono w dwa karabiny maszynowe FN MAG kalibru 7,62 mm oraz jeden ciężki karabin maszynowy kalibru .50 cala. Ponadto we wieży czołgu, po lewej stronie, zamontowano wewnętrzny moździerz kalibru 60 mm, aby umożliwić jego obsługę i ładowanie wewnątrz czołgu. Niektóre egzemplarze Merkawy Mk 2 miały zamontowane obok włazu ładowniczego zamiast karabinu maszynowego amerykański moździerz Mk 19 kalibru 40 mm.
Będąca dotychczas na wyposażeniu Merkaw Mk 1 amerykańska skrzynia biegów została zastąpiona w Mk 2 skrzynią biegów krajowej produkcji, zwiększono również pojemność zbiorników paliwa, dzięki czemu zasięg Merkawy Mk 2 wynosił 500 km.
Merkawa Mk 2 miała masę 63 ton. Szerokość kadłuba wynosiła 3,7 m, wysokość do włazu dowódcy 2,75 m, a długość z działem 8,3 m. Silnik pozostawiono ten sam, co w Merkawie Mk 1. Przez to Merkawa Mk 2 rozwijała również prędkość 46 km/h.

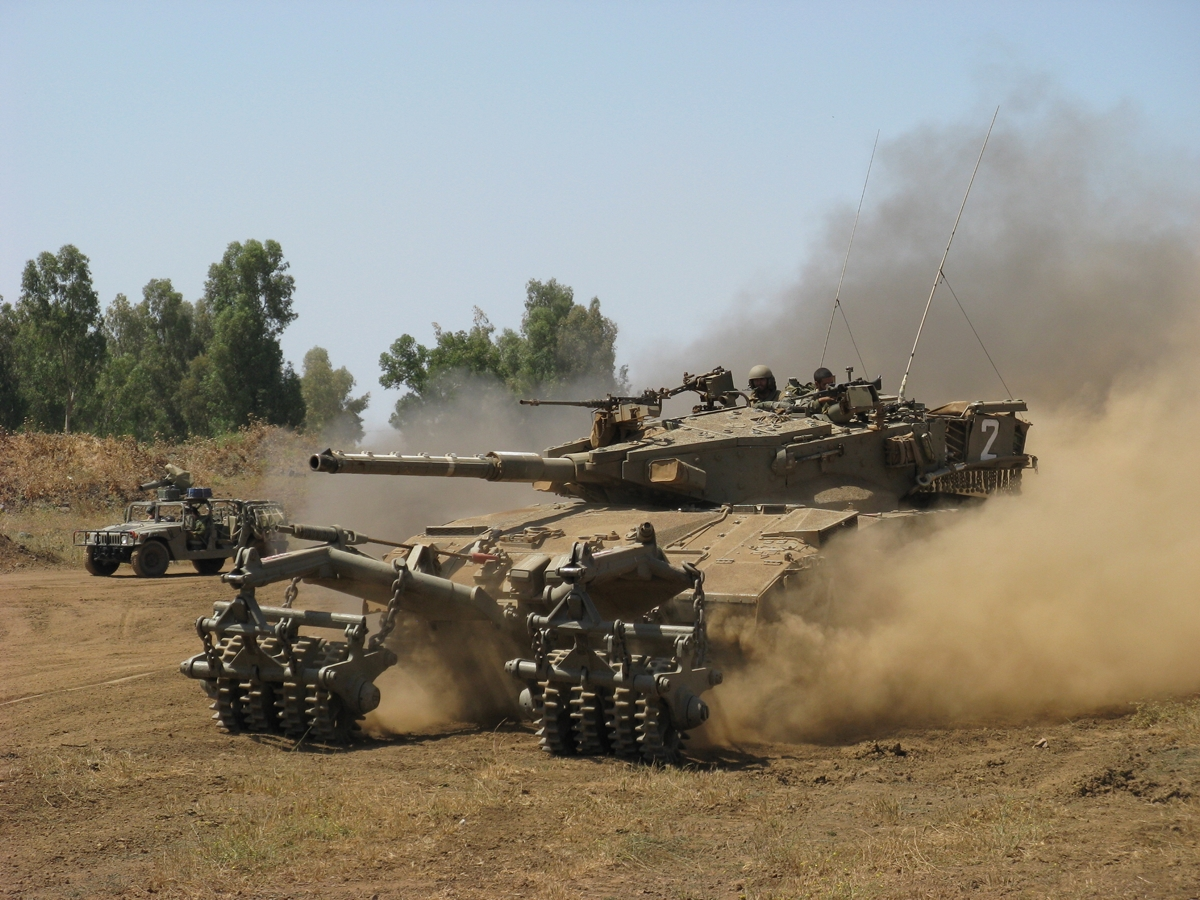
Merkawa Mk 2 z trałem przeciwminowym
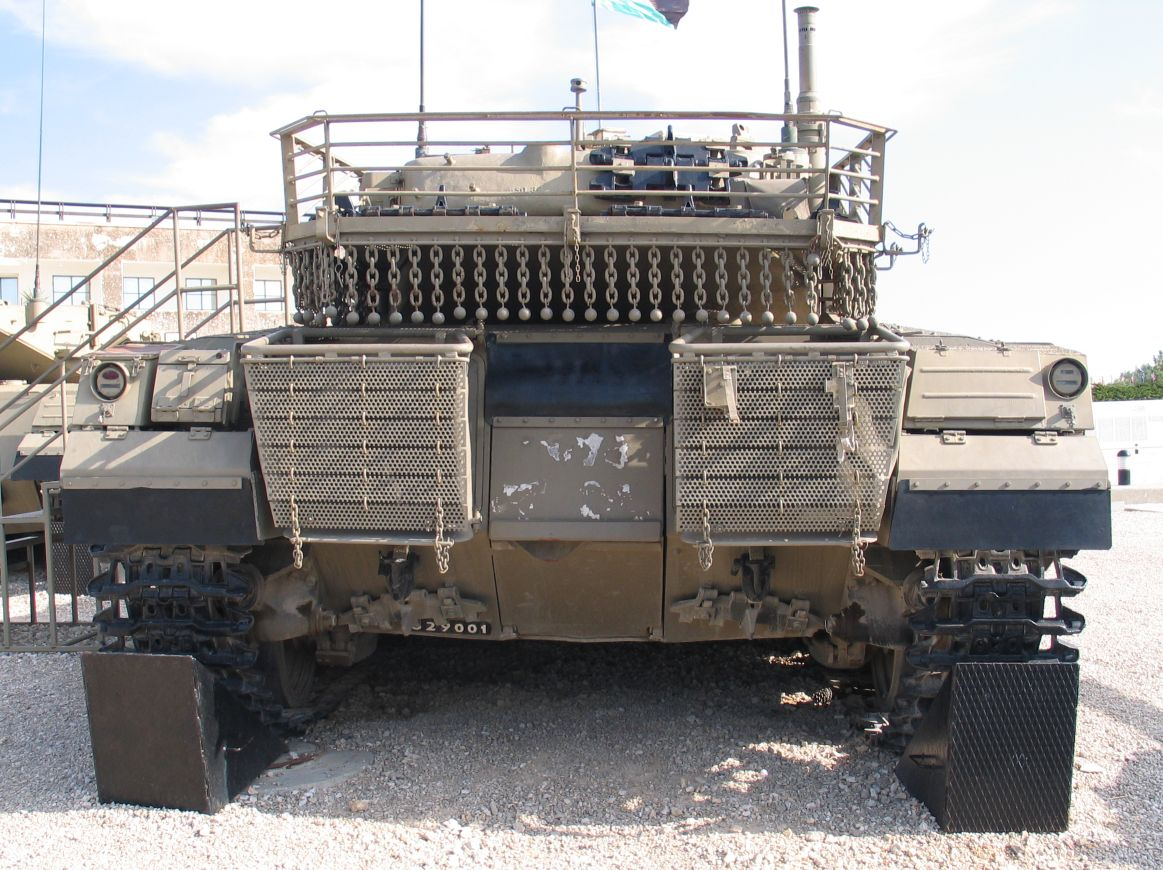
Tylny właz dla desantu w Merkawie Mk 2 z osłonami
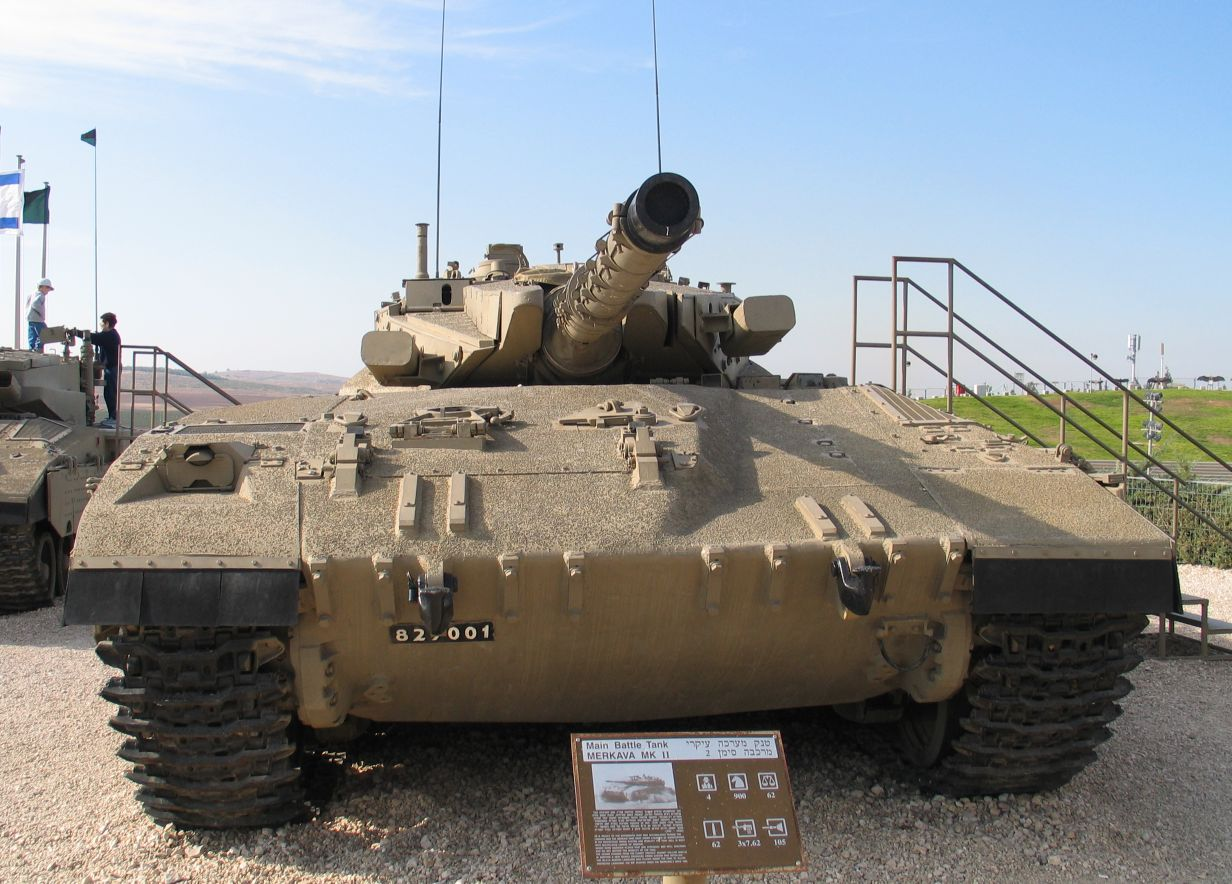
Przód Merkawy Mk 2
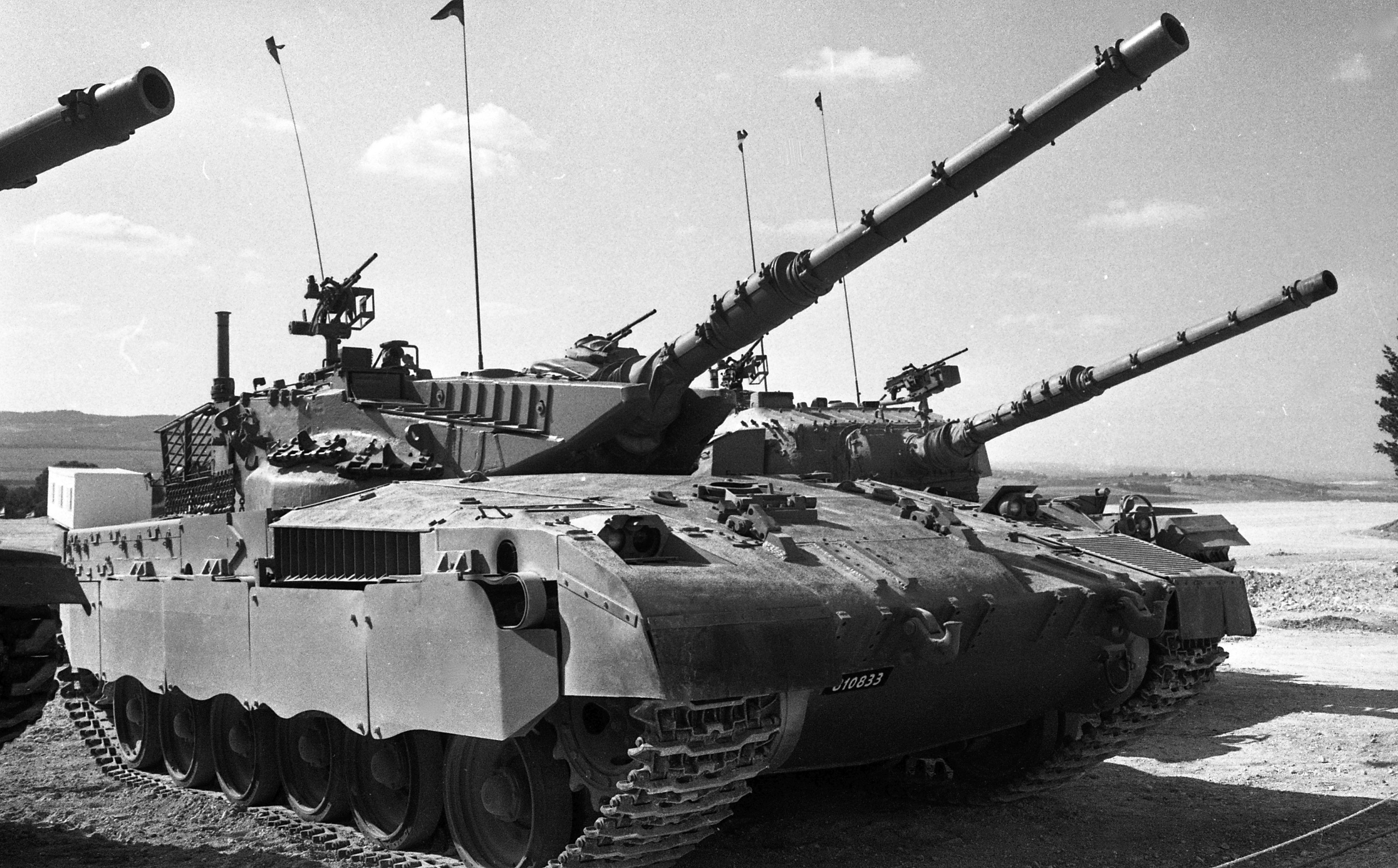
Prezentacja Merkawy Mk 2 w 1983 roku

### Wersje i modyfikacje

#### Merkawa Mk 2B
Wersja czołgu z ulepszonym systemem optyki i termowizji, a także wzmocnionym pancerzem wieży czołgu.

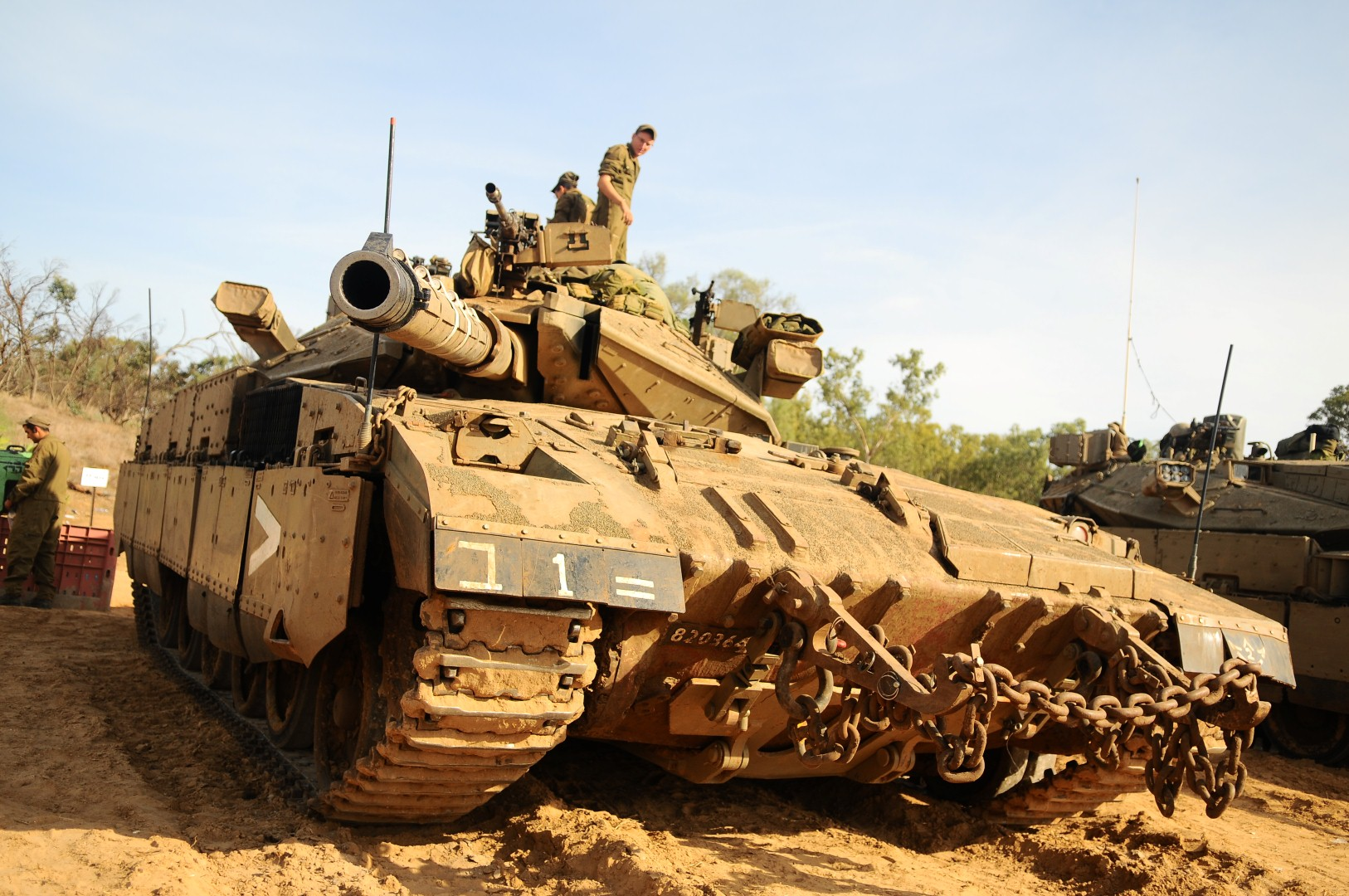
Merkawa Mk 2 Batasz

#### Merkawa Mk 2 Batasz
Wersja Batasz (herb. בט''ש, bitachon szotef, dosł. rutynowe zabezpieczenie) powstała w wyniku ataków na izraelskie czołgi w Libanie. Ze względu na rosnącą liczbę uszkodzeń pojazdów wojskowi uznali, że służące na południu Libanu czołgi i transportery należy dodatkowo opancerzyć. Ochrona czołgu składała się z dodatkowego pancerza reaktywnego oraz dodatkowych modułów pancernych, podobnych do tych zastosowanych w opancerzeniu Dor Dalet.

#### Ofek
W 2015 roku na bazie wycofywanej Merkawy Mk 2 opracowano prototyp ciężkiego transportera opancerzonego. Uznano, że dzięki temu armia może otrzymać niskim nakładem kosztów nowy pojazd poprzez usunięcie wieży czołgu. Opancerzenie oceniono na wystarczające do wykorzystania Ofeka jako pojazdu inżynieryjnego, medycznego lub dowodzenia.

## Merkawa Mk 3
W ramach dalszych prac rozwojowych nad Merkawą Tal uznał, że Merkawy Mk 1 i Mk 2 były zbyt wolne i mało zwrotne. Według niego przyszłe pole walki nie będzie się już ograniczać do Wzgórz Golan lub Libanu. Postanowiono dokonać dalszych modernizacji, aby dostosować czołg do nowoczesnego pola walki pod względem uzbrojenia, opancerzenia i manewru. Tal zaproponował, aby kadłub posiadał specjalne mocowania, do których będzie można przyczepiać pancerz modułowy. Dzięki temu uszkodzone czołgi nie musiałyby być wycofywane z pola walki, a czas naprawy i wymiany paneli zająłby sześć godzin. Dodatkowo po bokach zamontowano specjalne kurtyny chroniące zawieszenie, górną część gąsienic, a także część kadłuba. Zwiększono opancerzenie przedziału silnikowego i przodu pojazdu, aby jeszcze bardziej zwiększyć przeżywalność załogi. Ponadto, czołg został wyposażony w specjalny elektromagnetyczny system ostrzegania, który uruchamiał się w momencie, kiedy Merkawa namierzana była przez wiązkę laserową wrogiego czołgu, systemu ppanc. lub nawet śmigłowców.
W celu zwiększenia manewru i prędkości czołgu zespół Tala wymienił używane dotychczas silniki o mocy 908 KM na wysokoprężne silniki Teledyne Continental AVDS-1790-9AR z turbodoładowaniem o mocy 1200 KM. Dzięki temu Merkawa Mk 3 mogła się poruszać z prędkością nawet do 60 km/h. Poprawiono również zawieszenie czołgu.
Izraelczycy uznali, że nowy czołg powinien mieć zwiększoną siłę ognia. Tal postanowił wprowadzić na uzbrojenie czołgu armatę IMI kalibru 120 mm. Zespół konstrukcyjny dostosował nową armatę do pocisków amerykańskich. Decyzja była spowodowana zapotrzebowaniem na sprzęt dostarczany przez lokalny przemysł zbrojeniowy. Dopuszczono natomiast sytuację, w której amunicja mogłaby pochodzić z zewnętrznych dostaw. Armata została wsparta nowym, krajowym systemem kierowania ogniem Bakar Esz. Był on wspólnym projektem firm Rafael, Elbit, El-Op, Elscint. System ten był w pełni skomputeryzowany, posiadał laserowy dalmierz, dzienne i nocne przyrządy celownicze dla dowódcy i strzelca. Pionowa i pozioma stabilizacja działa sprawiła, że Merkawa Mk 3 była pierwszym izraelskim czołgiem zdolnym do prowadzenia ognia w ruchu. Systemy celowania i kierowania ogniem były wsparte czujnikami warunków atmosferycznych. Ponadto czołg posiadał system ostrzegania przed zagrożeniami, który działał 360° wokół pojazdu.
Wieżę wyposażono w elektryczny system obrotu, aby wyeliminować łatwopalny olej hydrauliczny, który zagrażał bezpieczeństwu załogi. Zastosowano także zewnętrzny system paliwowy, dzięki czemu zlikwidowano systemy transportu paliwa w przedziale dla załogi.
Dodatkowe uzbrojenie czołgu stanowiły trzy karabiny maszynowe FN MAG kalibru 7,62 mm i wewnętrzny moździerz kalibru 60 mm. Merkawa Mk 3 może wystrzeliwać również naprowadzane pociski przeciwpancerne Lahat produkcji Israel Aerospace Industries. Mogą one razić cele ruchome lub statyczne w terenie zurbanizowanym i poza nim.
Według danych izraelskiego Ministerstwa Obrony masa czołgu wynosiła 65 ton.

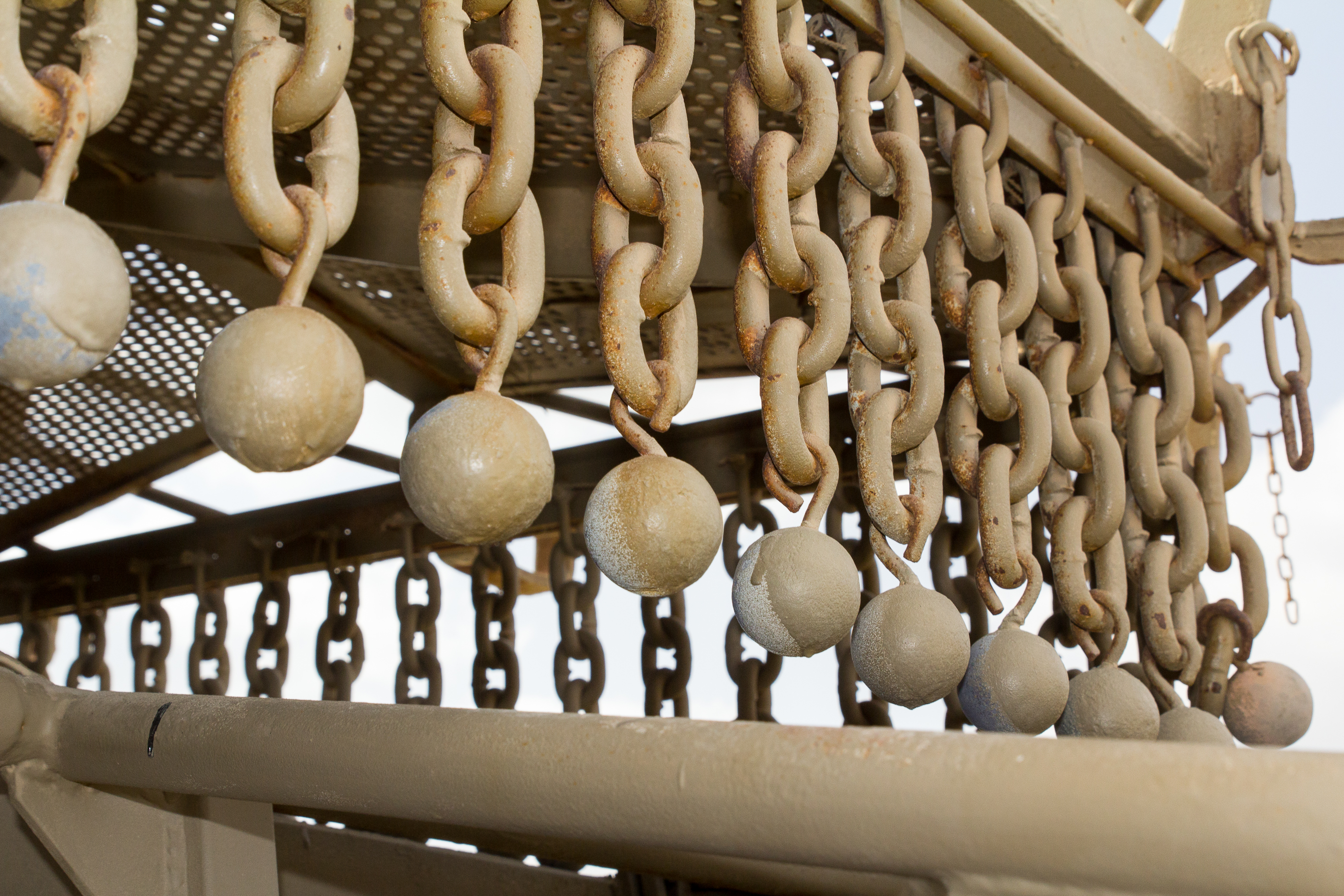
Konstrukcja chroniąca spód wieży czołgu
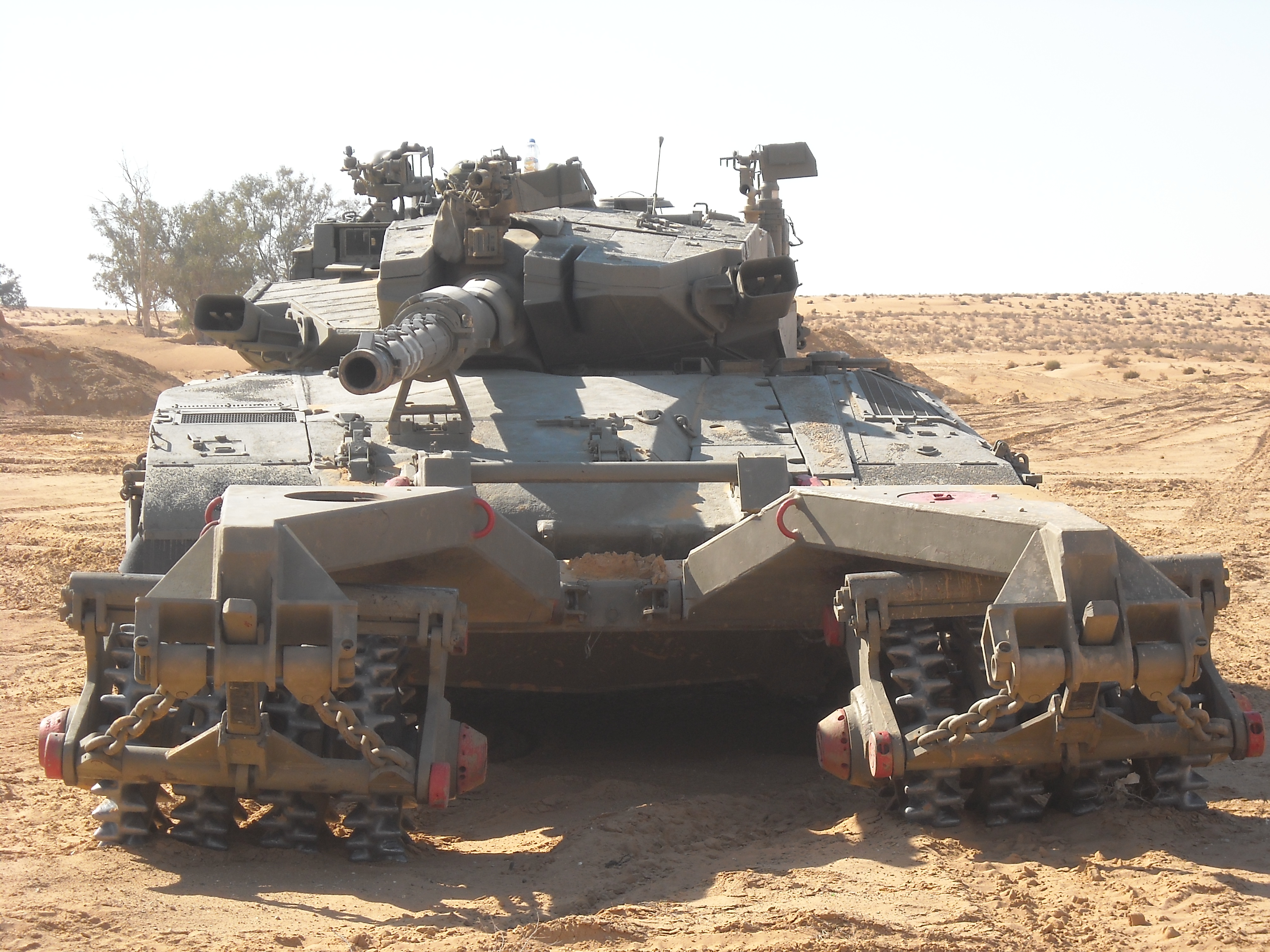
Merkawa Mk 3 z trałem przeciwminowym, bez dodatkowego opancerzenia wieży
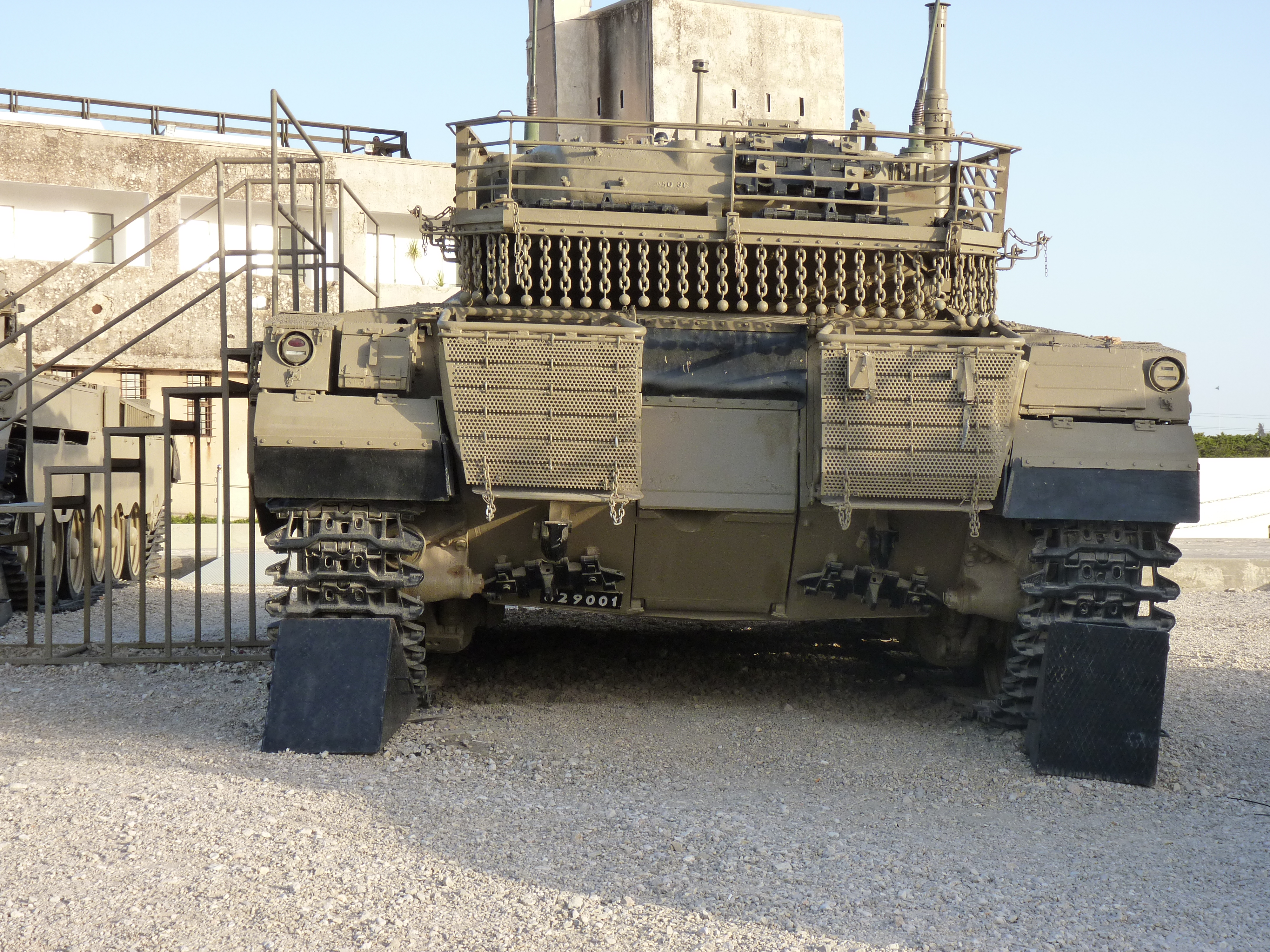
Tył Merkawy Mk 3
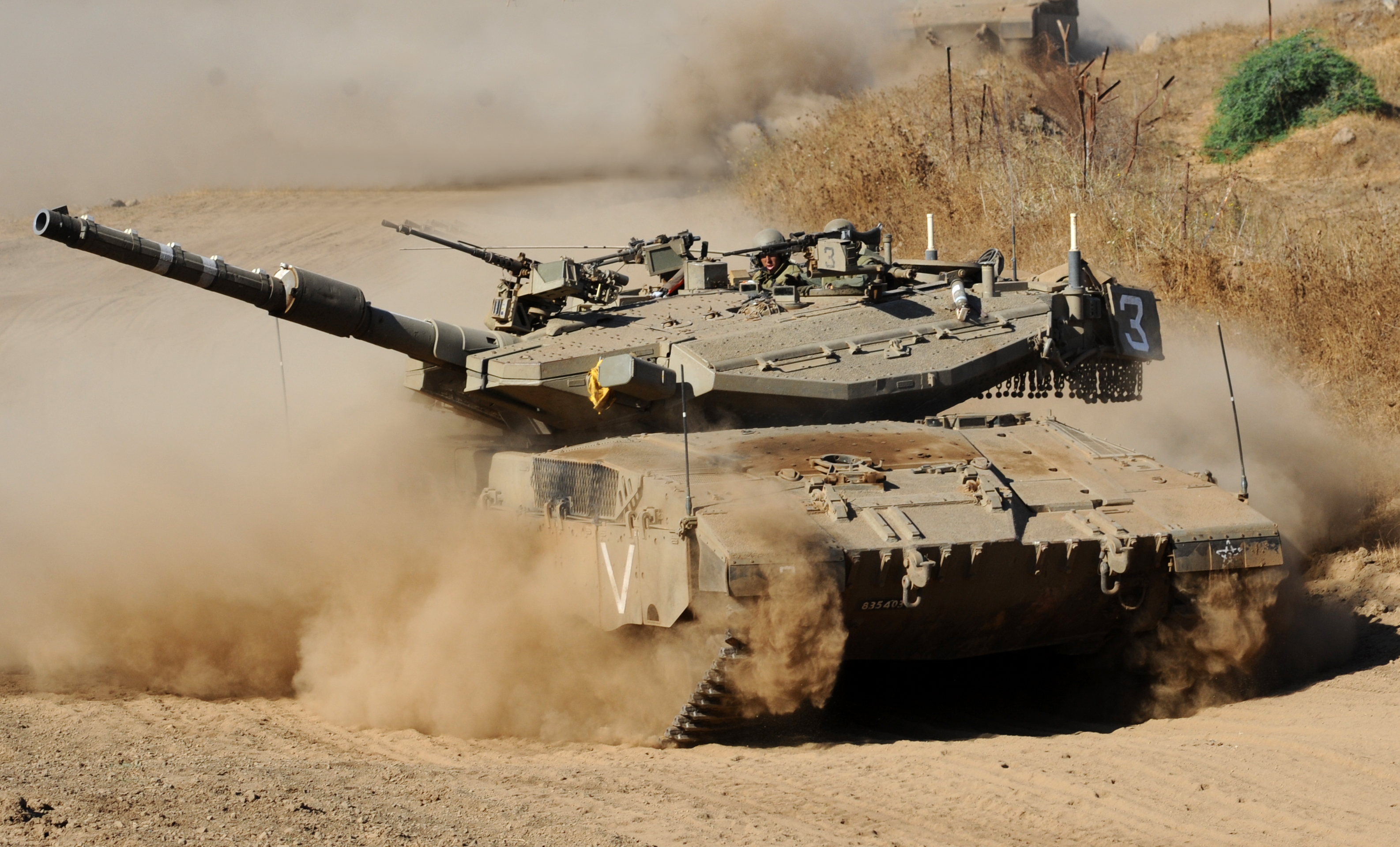
Merkawa Mk 3 z widocznym dodatkowym panelem pancerza po boku wieży

### Wersje i modyfikacje

#### Merkawa Mk 3 Baz (Barak Zoher)
System baz miał na celu zwiększyć możliwości i skuteczność prowadzenia ognia przez załogę czołgu. Powstał na bazie zebranych doświadczeń z dwóch poprzednich Merkaw. Baz umożliwia strzelanie do celów stacjonarnych oraz ruchomych (również do śmigłowców) w dzień i nocy, kiedy czołg stoi lub znajduje się w ruchu. Czołg został wyposażony także w system automatycznego śledzenia i namierzania celów. Wprowadzono stabilizację lufy podczas ładowania pocisku. Założeniem tych zmian miało być zwiększenie skuteczności czołgu już podczas pierwszego strzału do celu. Ponadto dowódca otrzymał na dachu wieżyczki panoramiczny celownik, który umożliwia celowanie i namierzanie kolejnego celu, kiedy w tym samym czasie strzelec namierza cel pierwszy.
Dzienny celownik posiada dwunastokrotne przybliżenie, a nocny pięciokrotne. Ponadto system ten pozwala strzelcowi zablokować celownik na wybranym celu i automatycznie go śledzić. W tym samym czasie czujniki użyte w czołgu są w stanie wykryć pojawiające się nowe cele.

#### Merkawa Mk 3D (Dor Dalet)
Nazwa tej wersji pochodzi od dodatkowego opancerzenia pojazdu (hebr. דור ד, czyli czwarta generacja). Jest ona czasem nazywana wersją Batasz. W tym przypadku zwiększono opancerzenie wieży czołgu po obu jej stronach przez specjalne panele, które nadają wieży charakterystyczny, bardziej aerodynamiczny kształt.
Wersja Dor Dalet posiada ten sam system celowania, którego użyto w Merkawie Mk 3 Baz.

## Merkawa Mk 4
Merkawa Mk 4 została wyposażona w nową jednostkę napędową. Nowy silnik General Dynamics 883 V-12 posiada moc 1500 KM i dostarcza o 25% więcej mocy niż silnik w Merkawie Mk 3. Konstrukcja silnika została zaprojektowana przez niemiecką firmę MTU, ale produkowany jest na licencji przez General Dynamics Land Systems. Podobny silnik jest montowany w niemieckich Leopardach 2 i francuskich Leclercach. Ulokowanie jednostki napędowej zapewnia jej wymianę w 30 minut.
W nowej Merkawie zmieniono projekt wieży i kadłuba. Są one bardziej spłaszczone, aby móc zamontować modułowy pancerz. Usunięto zewnętrzne wyrzutnie granatów dymnych i zintegrowano je z pancerzem. Przód oraz góra wieży został wzmocniony dodatkowymi blokami pancerza. Tylna część kadłuba została dodatkowo wzmocniona przeciwko działaniu min. Do pojazdu mogą zostać podczepione trały przeciwminowe oraz lemiesze.
Merkawa Mk 4 posiada rozwinięty system kierowania ogniem, celowania, ładowania i ostrzegania. Zaawansowany elektromagnetyczny system pozwala ostrzec załogę przed namierzaniem lub atakiem z lądu i powietrza. Komputerowe systemy zapewniają załodze orientację na polu bitwy poprzez mapowanie jednostek w systemie „swój-obcy”, zarówno na lądzie, jak i w powietrzu. Dowódca oraz strzelec posiadają oddzielne systemy celowania, które pozwalają na atakowanie celów i wybór nowych jednocześnie. Dodatkowo załoga posiada system kamer umożliwiający obserwację pola walki dookoła pojazdu w trakcie walk w terenie zurbanizowanym.
W czołgu zamontowano nowy, w pełni zautomatyzowany system ładowania oparty na obrotowym magazynku mogącym pomieścić 10 pocisków. Ładowniczy dysponuje specjalnym systemem, w którym może wybrać rodzaj amunicji, którą ma zostać załadowane działo. Załoga posiada skomputeryzowany dzienny i nocny system celowania, śledzenia i automatycznego namierzania przeciwnika. Merkawa Mk 4 może również wystrzeliwać pociski Lahat, wsparte systemem umożliwiającym rażenie celów naziemnych oraz śmigłowców. Załoga czołgu ma także do dyspozycji wbudowany moździerz kalibru 60 mm mogący wystrzeliwać pociski odłamkowe i rozświetlające.  
Podczas lądowej operacji „Żelazne Miecze” w Strefie Gazy w 2023 roku wieże Merkaw otrzymały dodatkowe opancerzenie w postaci improwizowanych osłon wieży, zwanych w Izraelu pergolami, przeciwko atakom dronów .

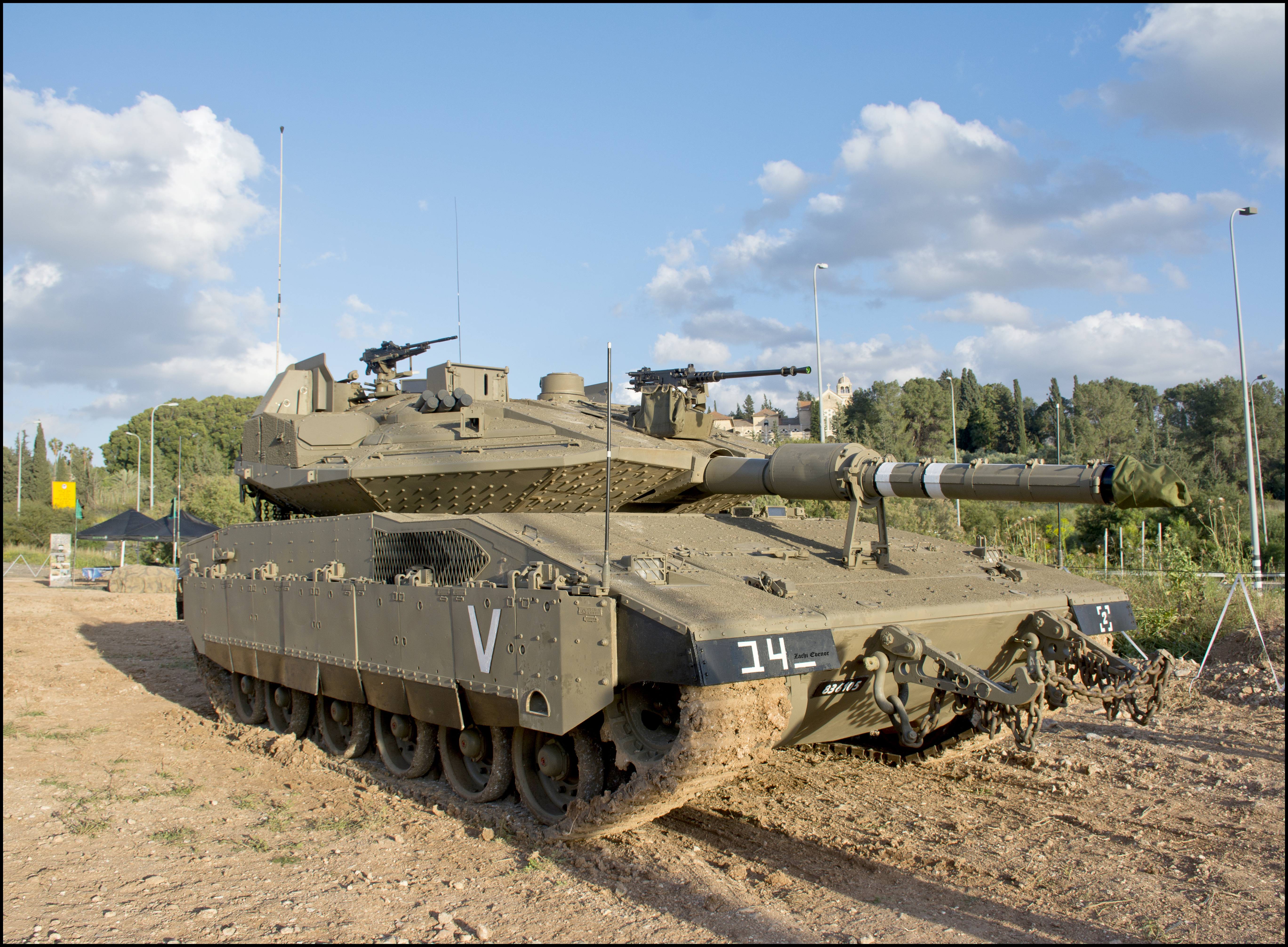
Merkawa Mk 4 z zamontowanym systemem Trophy na wieży
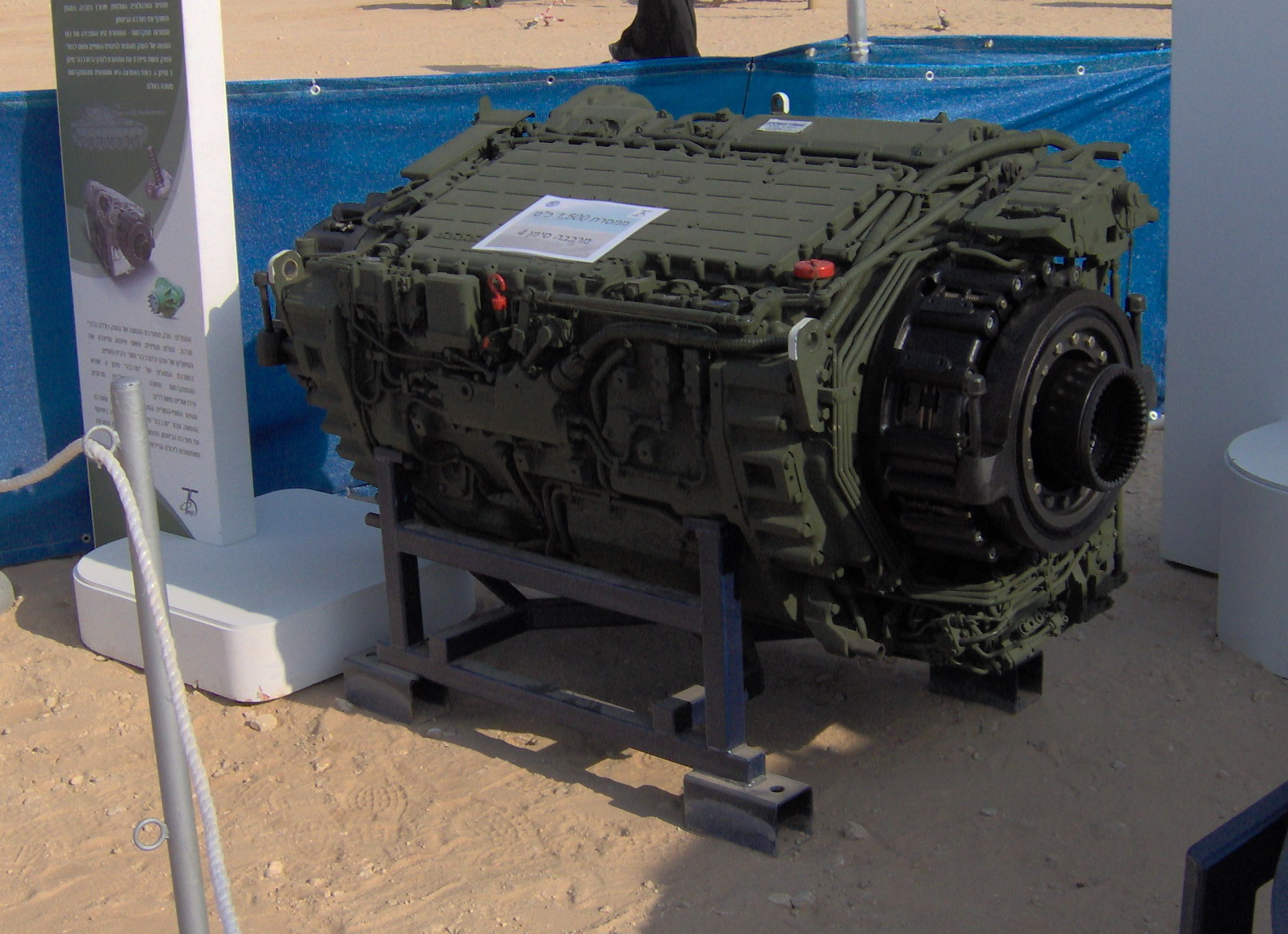
Skrzynia biegów Merkawy Mk 4
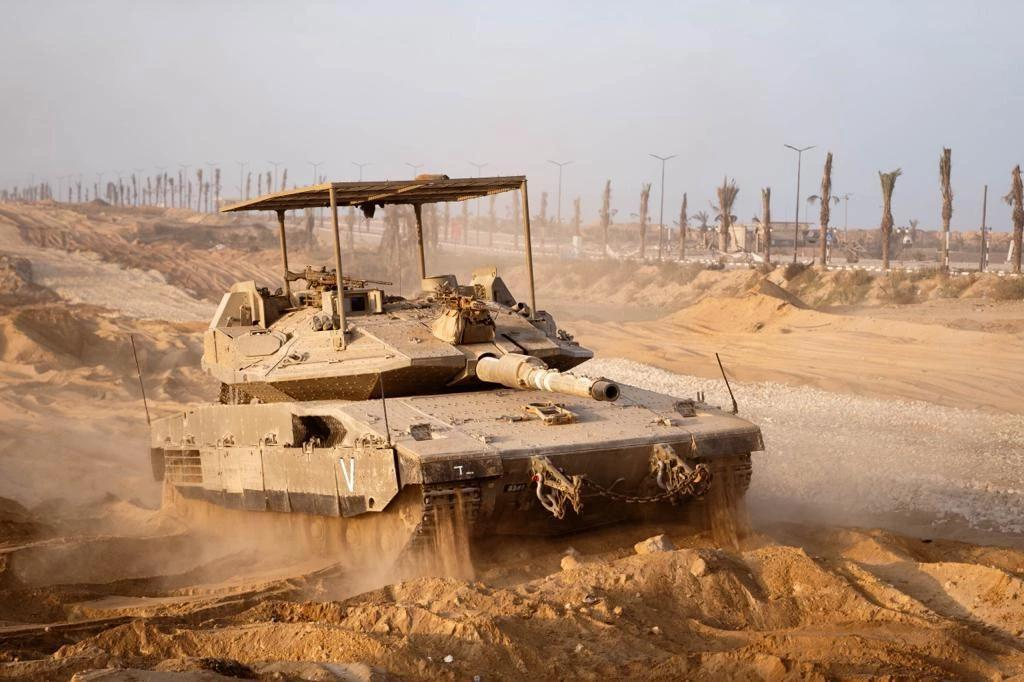
Merkawa Mk 4 z improwizowaną osłoną wieży – „pergolą”
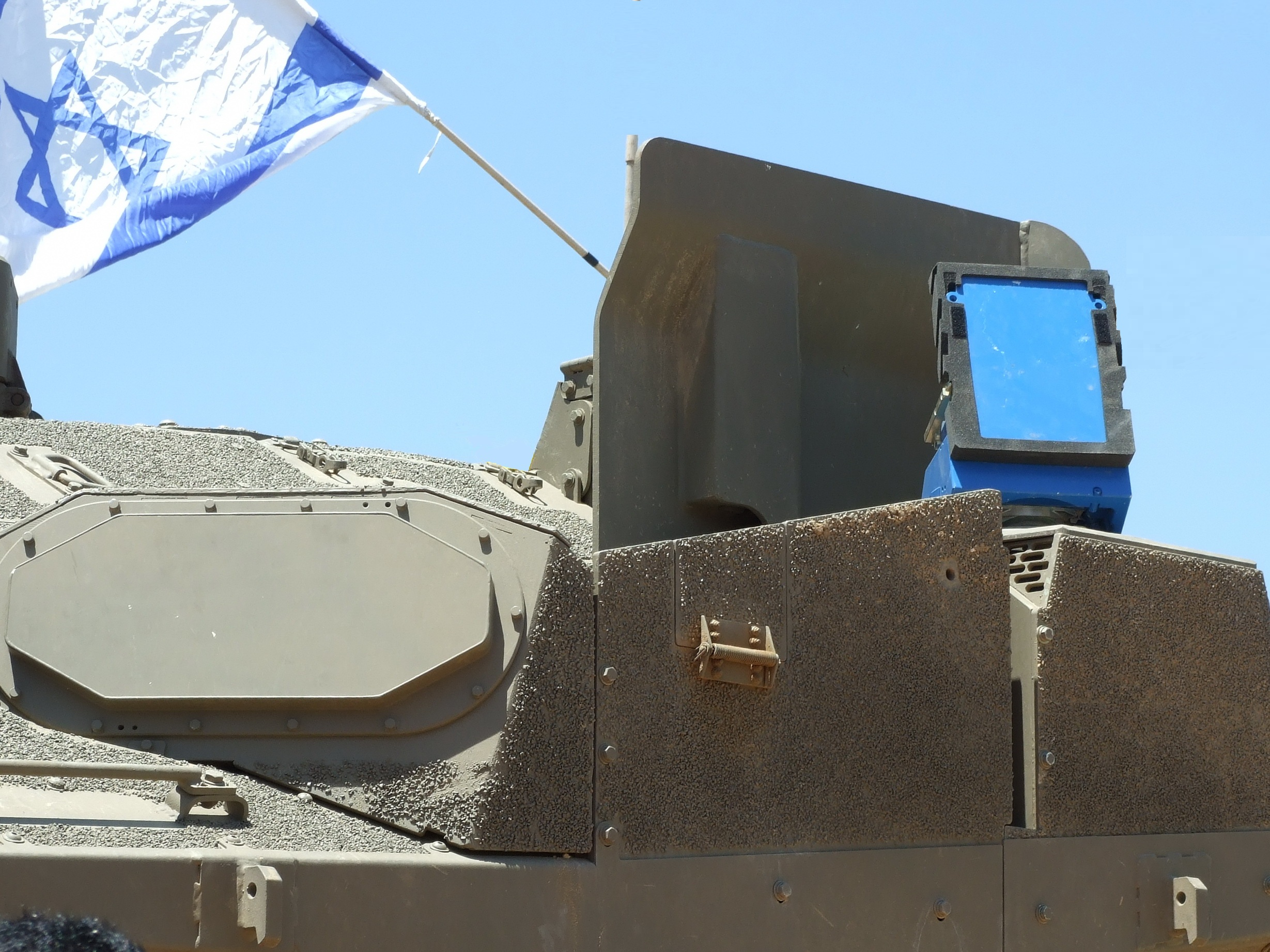
Atrapa (niebieski element) wyrzutni efektora systemu Trophy

### Wersje i modyfikacje

#### Merkawa Mk 4 Me’il Ru’ach

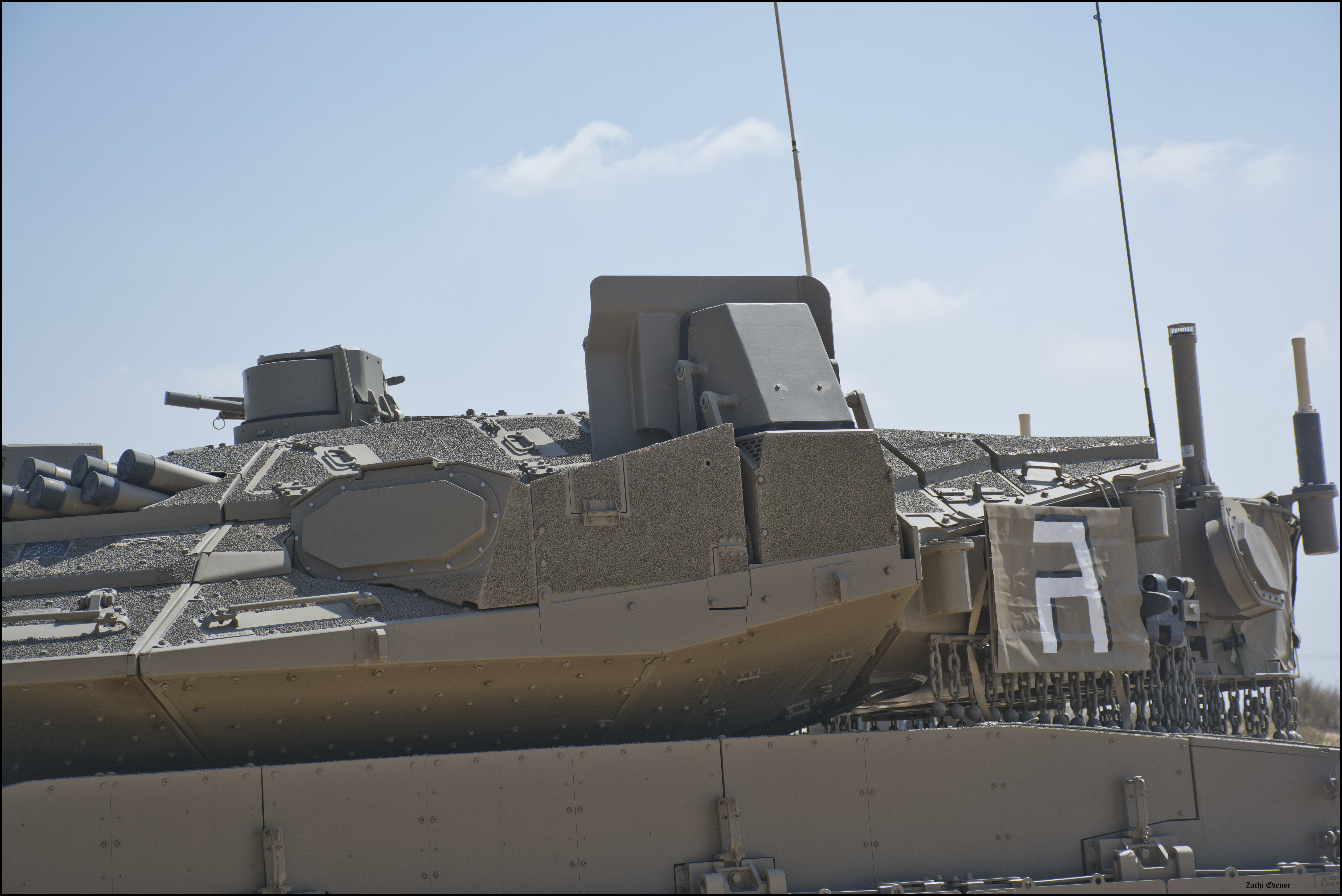
Merkawa Mk 4M z nieaktywnym systemem Trophy (zasłonięta wyrzutnia efektora)

Jest to wersja czołgu, który został wyposażony w izraelski system ochrony i ostrzegania Me’il Ru’ach (Trophy/Windbreaker). Dzięki temu systemowi wojsko chciało zwiększyć ochronę czołgu przed kierowanymi pociskami przeciwpancernymi, granatami przeciwpancernymi. Produkcja tej wersji rozpoczęła się w 2009 roku.
System Trophy, dzięki zastosowanym czujnikom, wykrywa zagrożenie pod postacią pocisków i granatów ppanc. wystrzelonych w stronę czołgu. W celu ich neutralizacji Trophy wystrzeliwuje w kierunku zagrożenia pocisk rozpryskowy, który powoduje detonację zagrożenia kilka metrów przed czołgiem. Jednocześnie system wykrywa kierunek, z którego wystrzelono pocisk/granat i wysyła jego lokalizację do komputerów załogi czołgu. Ponadto Trophy automatycznie wystrzeliwuje granaty dymne, kiedy czołg zostanie namierzony wiązką laserową.
Załoga Merkawy Mk 4 Me’il Ru’ach została dodatkowo wyposażona w specjalny system Iron View. Składa się on z kamer, monitorujących otoczenie czołgu 360° dookoła, a obraz jest wyświetlany załodze w wyświetlaczach przymocowanych do hełmu. Wyeliminowało to wizjery przy włazach lub potrzebę otwierania włazów przez załogę.

#### Merkawa Mk 4 LIC
Jest to wersja przystosowana do konfliktów o niskiej intensywności (ang. Low Intensity Conflict, LIC). Wyróżnikiem tej wersji jest użycie systemu firmy Rafael – RCWS. Pozwala on na zdalne używanie karabinu kalibru 12,7 mm dzięki zautomatyzowanemu uchwytowi na wieży. Dzięki temu załoga może ostrzeliwać przeciwnika przy pomocy komputera i kamer, bez potrzeby narażania się na ostrzał będąc we włazie. Dodatkowo czołg został pokryty specjalną powłoką, która uniemożliwia przylepienie do czołgu ładunków wybuchowych. Na krańcach pojazdu zamontowano gumowe antenki ze znacznikami LED, aby ułatwić kierowcy manewrowanie czołgiem w nocy.

#### Merkawa Mk 4 Barak

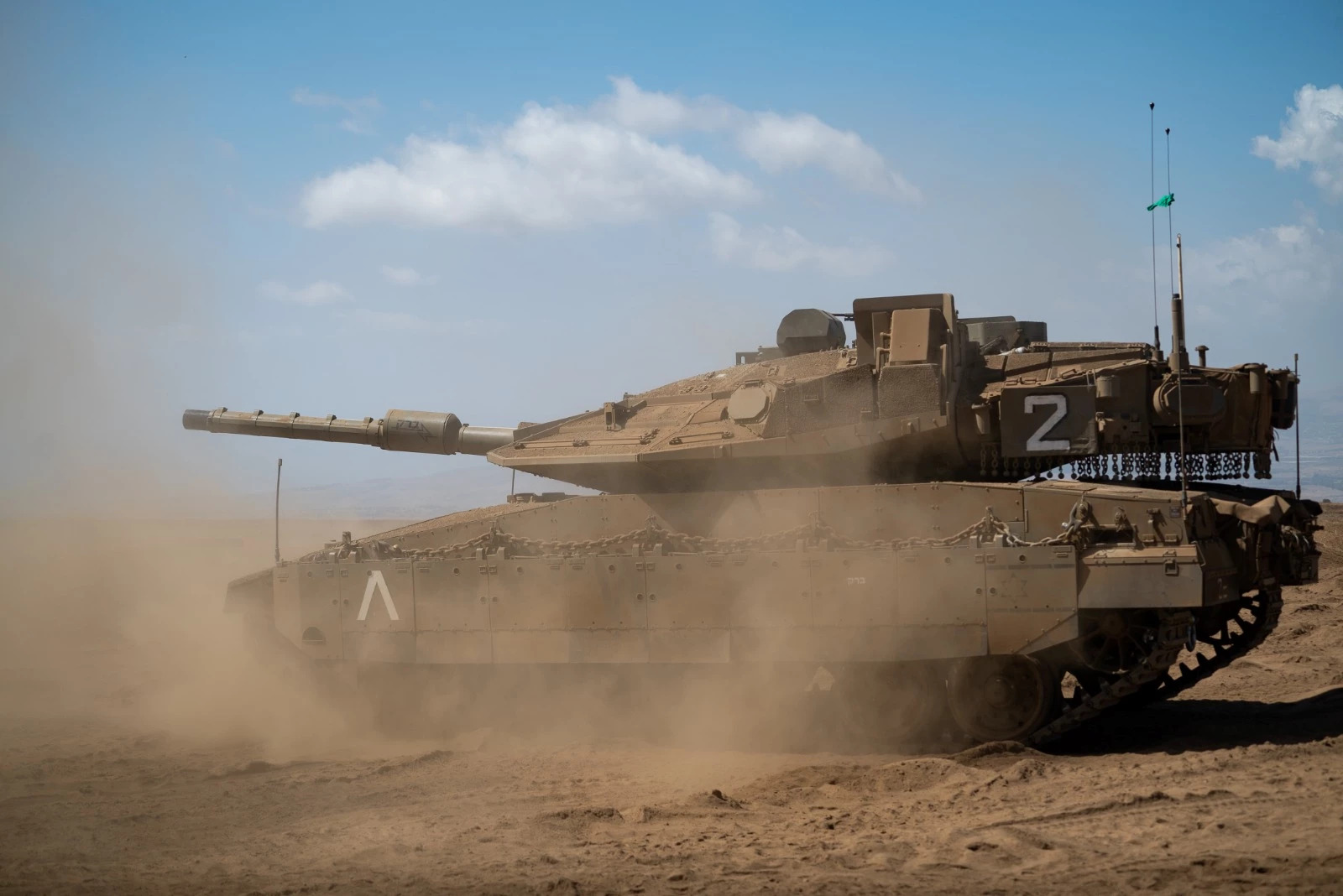
Merkawa Mk 4 Barak

W 2018 roku Korpus Pancerny poinformował o pracach nad nową wersją czołgu Merkawa – Barak (hebr. ברק, pol. błyskawica). W 2022 roku rozpoczęła się jej produkcja , a jej wdrożenie do służby miało miejsce w 2023 roku, z okazji 50. rocznicy wybuchu wojny Jom Kipur .  
Ze względu na wysoką digitalizację systemów użytych w czołgu Merkawa Mk4 Barak uważana jest za odpowiednik samolotu F-35 na lądzie. Działanie czołgu oparto na zastosowaniu sztucznej inteligencji (AI), systemie Trophy , wirtualnej rzeczywistości (VR) i systemie dowodzenia Cajad 750 . W ten sposób obieg informacji i dostęp do nich dostosowany jest do roli członka załogi oraz pozycji w hierarchii dowodzenia . Komputer pokładowy zastosowany w tej wersji zbiera aktualne dane o polu walki od innych pojazdów lub walczących żołnierzy, a także wysyła je do nich, tworząc sieciocentryczne pole walki  . 
Na wyposażeniu załogi tej wersji czołgu znajduje się specjalny hełm zaprojektowany przez Elbit Systems zintegrowany z systemem obserwacji otoczenia zamontowanym na pojeździe. Wyświetla on obraz oraz wszystkie dane na wizjerze hełmu, dzięki czemu załoga nie musi opuszczać maszyny lub używać włazów i wizjerów do obserwacji otoczenia. Dodatkowo wszystkie dane i opcje możliwe do wyboru są wyświetlane na 21-calowych dotykowych ekranach  . Ładowniczy w wersji Barak, dzięki systemom obserwacji i detekcji, będzie odpowiedzialny za wykrywanie zagrożeń i przekazywaniu informacji o nich do systemu . 
Merkawa Mk4 Barak została wyposażona w armatę IMI MG251-LR kalibru 120 mm oraz silnik wysokoprężny MTU MT883 Ka-500/501 V12 o mocy 1500 KM. Czołg będzie mógł poruszać się z maksymalną prędkością 64 km/h.

#### Namer

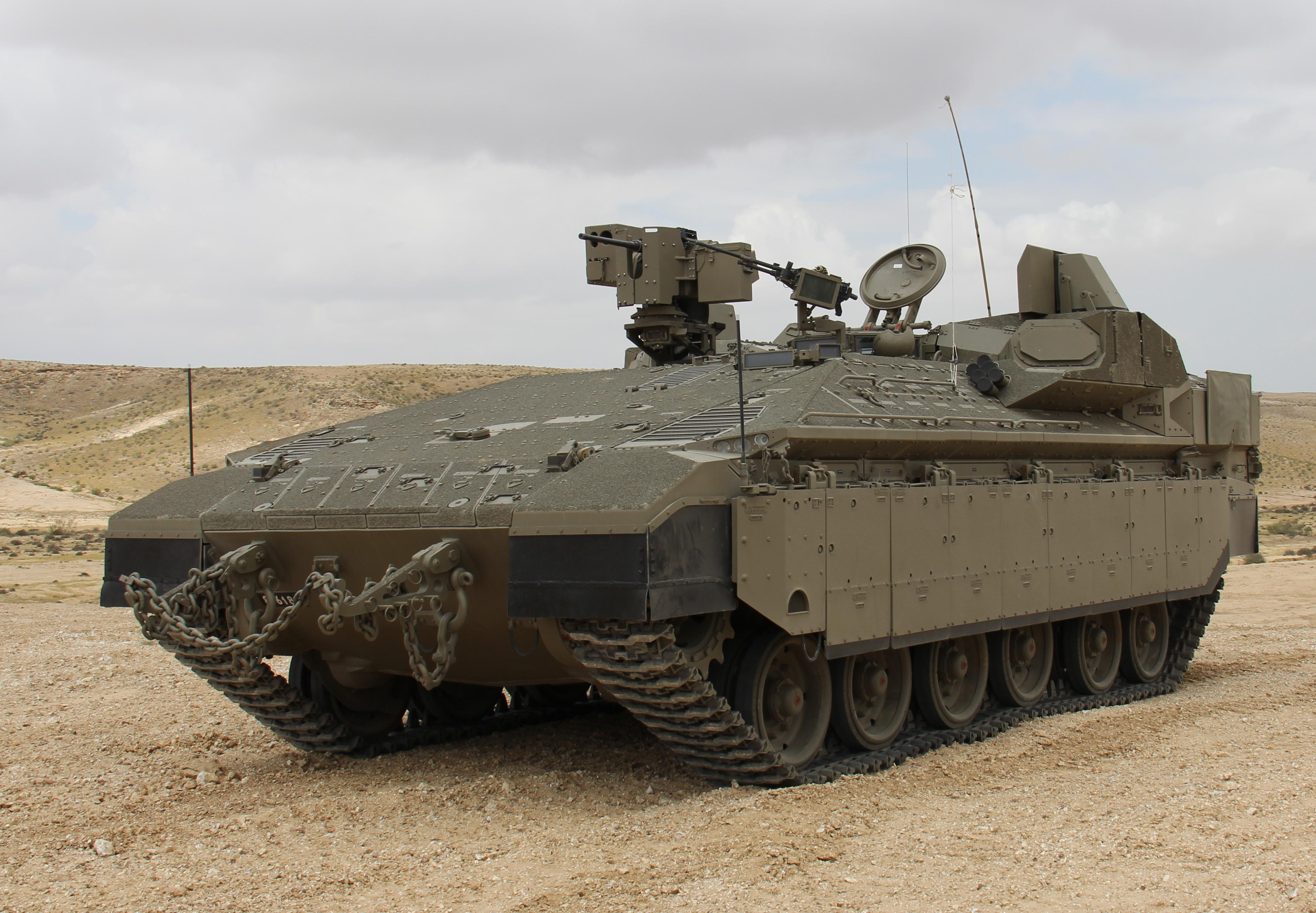
Namer z systemem Trophy

Namer to ciężki transporter opancerzony, który opiera się na kadłubie czołgu Merkawa Mk 4. Pojazd został pozbawiony wieży z armatą, pozostawiono pancerz modułowy i system Trophy. Uzbrojenie transportera stanowi zautomatyzowany karabin maszynowy kalibru 12,7 mm, który może zostać zastąpiony zautomatyzowanym granatnikiem Mk 19 kalibru 40 mm. Dodatkowo Namer uzbrojony jest w obsługiwany manualnie karabin maszynowy kalibru 7,62 mm. Załoga składa się z 3 osób, przedział desantowy może zmieścić 8 żołnierzy desantu lub 2 pary noszy.

## Użytkownicy i eksport
Państwa używające czołgów Merkawa:
- Izrael – wszystkie wersje, nieprzerwanie od 1979 roku[9],
- Filipiny – w 2022 roku Filipiny poinformowały o tym, iż dwa egzemplarze mostów czołgowych (ang. Armored Vehicle-Launched Bridge, AVLB) zostały przekazane wojskom inżynieryjnym do przeprowadzenia testów. Mosty te są połączeniem opracowanego przez Leonardo DRS i Israel Military Industries Joint Assault Bridge i podwozia czołgu Merkawa Mk 4[58] [59] .

W 2023 roku pojawiła się informacja o sprzedaży ponad 200 czołgów Merkawa Mk 2 i Mk 3 do dwóch państw . Spekulacje obejmowały Cypr i Maroko, ale strona izraelska nie podała żadnych szczegółów potencjalnych kontraktów . Jednak pod koniec 2023 roku, w związku z trwającą w Strefie Gazy operacją izraelskiego wojska, poinformowano o anulowaniu sprzedaży czołgów. Siły Obronne Izraela postanowiły wykorzystać je do wyposażenia nowotworzonych na bazie rezerwistów batalionów pancernych . 

## Użycie bojowe

### I wojna w Libanie i działania na południu Libanu
Pancerz Merkaw Mk 1 nie dorównywał poziomem osłony czołgom używanym przez NATO i ZSRR, ale amunicja przeciwpancerna używana przez ościenne państwa arabskie nie stanowiła dużego zagrożenia. Osłona kadłuba pierwszej Merkawy wynosiła od 250 do 300 mm RHA (ang. Rolled Homogeneous Armour) w wypadku amunicji podkalibrowej (APFSDS), a w wypadku amunicji kumulacyjnej 500–530 mm. Wieża z kolei zapewniała ochronę przeciwko pociskom APFSDS na poziomie 250–330 mm. Najsłabiej chroniona była podstawa wieży – 160 mm. W wypadku pocisków kumulacyjnych osłona była większa i lokowała się w przedziale 350–500 mm.

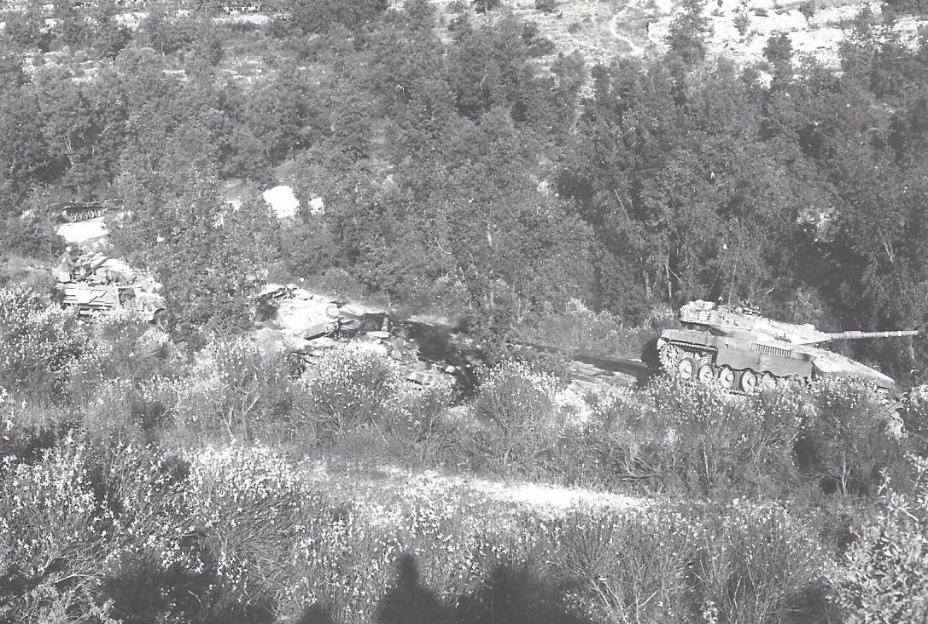
Merkawa Mk 1 (po prawej) i zniszczony syryjski T-62 (po lewej)

Pierwsze bojowe użycie Merkawy Mk 1 miało miejsce podczas I wojny w Libanie. David Eshel ocenił skuteczność czołgu w starciu z czołgami syryjskimi jako satysfakcjonującą. Izraelczycy wyeliminowali ponad 70 czołgów T-55 i T-62. W przypadku 15% trafionych Merkaw doszło do zapłonu, a szansa na przebicie pancerza wynosiła 41% (61% w przypadku użytych Magachów i Szotów). Istotnym zagrożeniem, ze względu na odmienne warunki terenowe i dużą ilość terenu zurbanizowanego, dla Merkaw Mk 1 stanowiły granatniki RPG-7, przeciwpancerne pociski kierowane (ppk) 9M14 Malutka i Milan oraz działa bezodrzutowe. Różnymi rodzajami pocisków przeciwpancernych porażono 45–50 Merkaw.
Doświadczenia związane ze starciami z Hezbollahem i Palestyńczykami przyczyniły się do polepszenia opancerzenia Merkaw Mk 2. Stały się one bardziej odporne na ataki przeciwpancernych pocisków kierowanych i granatników przeciwpancernych. Wynikało to również z faktu, iż używane pociski były starzejącymi się konstrukcjami. We wrześniu 1997 roku doszło pierwszego skutecznego ataku na pojazd. Wówczas pocisk 9K111 Fagot spenetrował pancerz czołgu w okolicach stanowiska kierowcy, który zmarł. Miesiąc później zaatakowano dwie kolejne Merkawy Mk 2, zginął jeden czołgista i pozostali członkowie załóg zostali ranni.

### II intifada

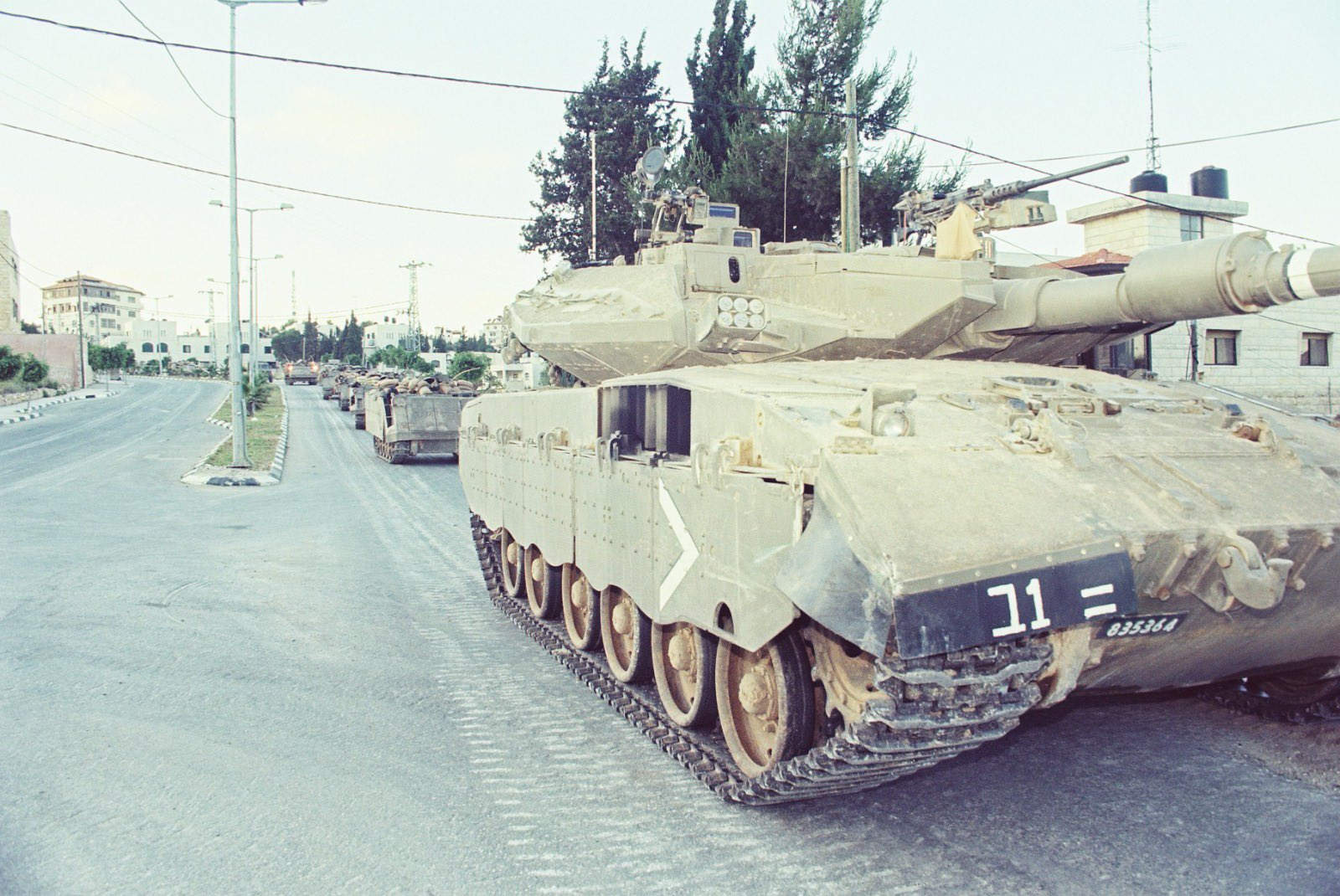
Merkawa Mk 3 podczas operacji „Obronny Mur” (2002)

W trakcie II intifady doszło do zniszczenia czterech czołgów Merkawa Mk 3 patrolujących Strefę Gazy. Pomimo ukształtowania jej podwozia w literę V, to wszystkie one zostały porażone przez przydrożne improwizowane ładunki wybuchowe o masie od 50 do 100 kg. Dochodziło także do ostrzelania czołgów przez granaty ppanc. i ppk.
W 2005 roku jedna z Merkaw Mk 2 Batasz przy granicy z Libanem była trafiona siedmiokrotnie przeciwpancernymi pociskami kierowanymi i granatami przeciwpancernymi i żaden z nich nie dokonał penetracji pancerza.

### II wojna w Libanie
W wojnie w Libanie wzięły udział cztery wersje Merkaw: Mk 2, Mk 2D, Mk 3 Baz i Mk 4. 10% czołgów została porażona różnego rodzaju pociskami, z których mniej niż połowa spenetrowała pancerz. 18 czołgów zostało poważnie uszkodzonych . Wojna w 2006 roku ujawniła dużą podatność konstrukcji Merkawy Mk 2 na improwizowane ładunki wybuchowe. Doszło również do przypadków śmierci załogi w wypadku trafienia przeciwpancernym pociskiem kierowanym, zapłonu i wybuchu amunicji po trafieniu ppk. Podczas wojny pojawiały się przypadki ostrzelania Merkaw Mk 3 i penetracji pancerza przez pociski przeciwpancerne z tandemowymi głowicami.

### Wojna Izraela z Hamasem
7 października 2023 roku podczas ataku Hamasu na Izrael doszło do zaatakowania Merkawy Mk 4 przez drona, który zrzucił na czołg granat przeciwpancerny. W wyniku ataku doszło do uszkodzenia silnika . Również 19 października doszło do ataku na czołg przy użyciu drona. W jego wyniku Merkawa została zniszczona . Łatwość porażenia czołgów w pierwszym dniu ataku wynikała z faktu, iż wiele z pojazdów miało wyłączony system Trophy .

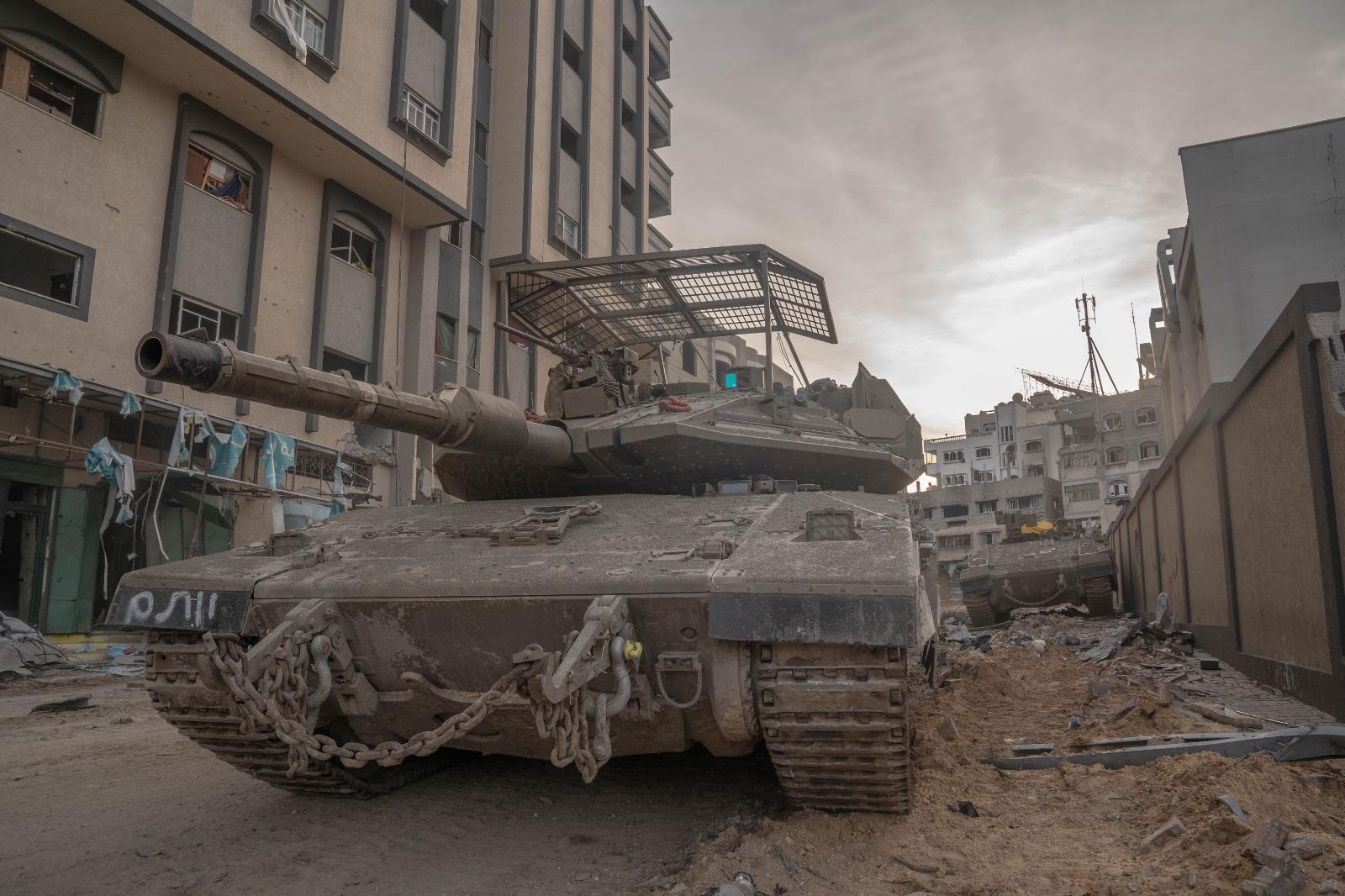
Merkawa Mk 4M w Strefie Gazy

Hamas opublikował również nagranie ze zdobycia bazy wojskowej w Re’im, gdzie znajdowała co najmniej jedna Merkawa Mk 4M . Łącznie 7 października zdobyto pięć czołgów Merkawa Mk 4 i Mk 2 . W wyniku ataków dronów na czołgi wojsko zaczęło montować prowizoryczne osłony w postaci daszków .
W październiku, w wyniku izraelskich ataków na Strefę Gazy, sytuację na granicy izraelsko-libańskiej eskalował Hezbollah. Według doniesień organizacji, jej bojownicy mieli zaatakować dwa czołgi Merkawa. Jeden miał zostać zniszczony, a załoga zabita. W wypadku drugiego czołgu podano jedynie, że Izraelczycy ponieśli straty.
Hamas poinstruował bojowników oraz cywilów, aby atakować izraelskie czołgi z systemem Me’il Ru’ach z bliskiej odległości (około 50 metrów), ponieważ system obrony może wówczas skutecznie nie zadziałać i nie wystrzeli efektorów w stronę lecącego pocisku . W internecie pojawiły się również nagrania, kiedy palestyńscy bojownicy podbiegają do czołgów, podkładają granaty przeciwpancerne i detonują je, prawdopodobnie w celu porażenia systemów obrony czołgu .

## Dane taktyczno-techniczne
| Wersja czołgu Merkawa       | Mk 1 | Mk 2 | Mk 3 | Mk 4 |
| Długość całkowita           | 8,63 m                                                                                                  | 8,63 m | 9,00 m                                                                                                  | 9,00 m |
| Szerokość                   | 3,70 m                                                                                                  | 3,70 m | 3,70 m                                                                                                  | 3,70 m |
| Wysokość                    | 2,75 m                                                                                                  | 2,75 m | 2,66 m                                                                                                  | 2,66 m |
| Masa bojowa                 | 62 000 kg                                                                                               | 63 000 kg | 65 000 kg                                                                                               | 65 000 kg |
| Pokonywanie brodów          | 1,4 m                                                                                                   | 1,4 m | 1,4 m                                                                                                   | 1,4 m |
| Pokonywanie ścian pionowych | 1,00 m                                                                                                  | 1,00 m | 1,00 m                                                                                                  | 1,00 m |
| Pokonywanie rowów           | 3,00 m                                                                                                  | 3,00 m | 3,00 m                                                                                                  | 3,00 m |
| Prędkość maksymalna         | 46 km/h                                                                                                 | 46 km/h | 60 km/h                                                                                                 | 60 km/h |
| Zasięg po drodze            | 400 km                                                                                                  | 500 km | 500 km                                                                                                  | 500 km |
| Napęd                       | silnik wysokoprężny TCM AVDS-1790-6A V-12 z turbodoładowaniem, chłodzony powietrzem o mocy 908 KM       | silnik wysokoprężny TCM AVDS-1790-6A V-12 z turbodoładowaniem, chłodzony powietrzem o mocy 908 KM                                         | silnik wysokoprężny TCM AVDS-1790-9AR z turbodoładowaniem, chłodzony powietrzem o mocy 1200 KM          | silnik wysokoprężny GD 883 Power Pack, chłodzony cieczą o mocy 1500 KM                                                               |
| Załoga                      | 4 | 4 | 4 | 4 |
| Uzbrojenie                  | 1× armata czołgowa M68 kal. 105 mm 1× zewnętrzny moździerz kal. 60 mm 3× karabin maszynowy kal. 7,62 mm | 1× armata czołgowa M68 kal. 105 mm 1× wewnętrzny moździerz kal. 60 mm 2× karabin maszynowy kal. 7,62 mm 1× karabin maszynowy kal. 12,7 mm | 1× armata czołgowa IMI kal. 120 mm 1× wewnętrzny moździerz kal. 60 mm 3× karabin maszynowy kal. 7,62 mm | 1× armata czołgowa IMI kal. 120 mm 1× karabin maszynowy kal. 12,7 mm 2× karabin maszynowy 7,62 mm 1× wewnętrzny moździerz kal. 60 mm |
| SKO                         | komputerowy z laserowym dalmierzem i systemem noktowizji                                                | komputerowy z laserowym dalmierzem i systemem noktowizji                                                                                  | komputerowy z laserowym dalmierzem i systemem noktowizji, pionowa i pozioma stabilizacja działa         | podwójny, skomputeryzowany z laserowym dalmierzem, systemem noktowizji, pionowa i pozioma stabilizacja działa                        |
| Schemat                     | | | | |

## Upamiętnienie
W ramach serii upamiętniającej izraelską broń pancerną Israel Coins and Medals Corporation wyemitowała w 2004 roku srebrne i miedziane medale z Merkawą Mk 4. Rok wcześniej wyemitowano w srebrze, złocie i miedzi medal poświęcony całej rodzinie czołgów Merkawa.